# Białe Błota (gmina)

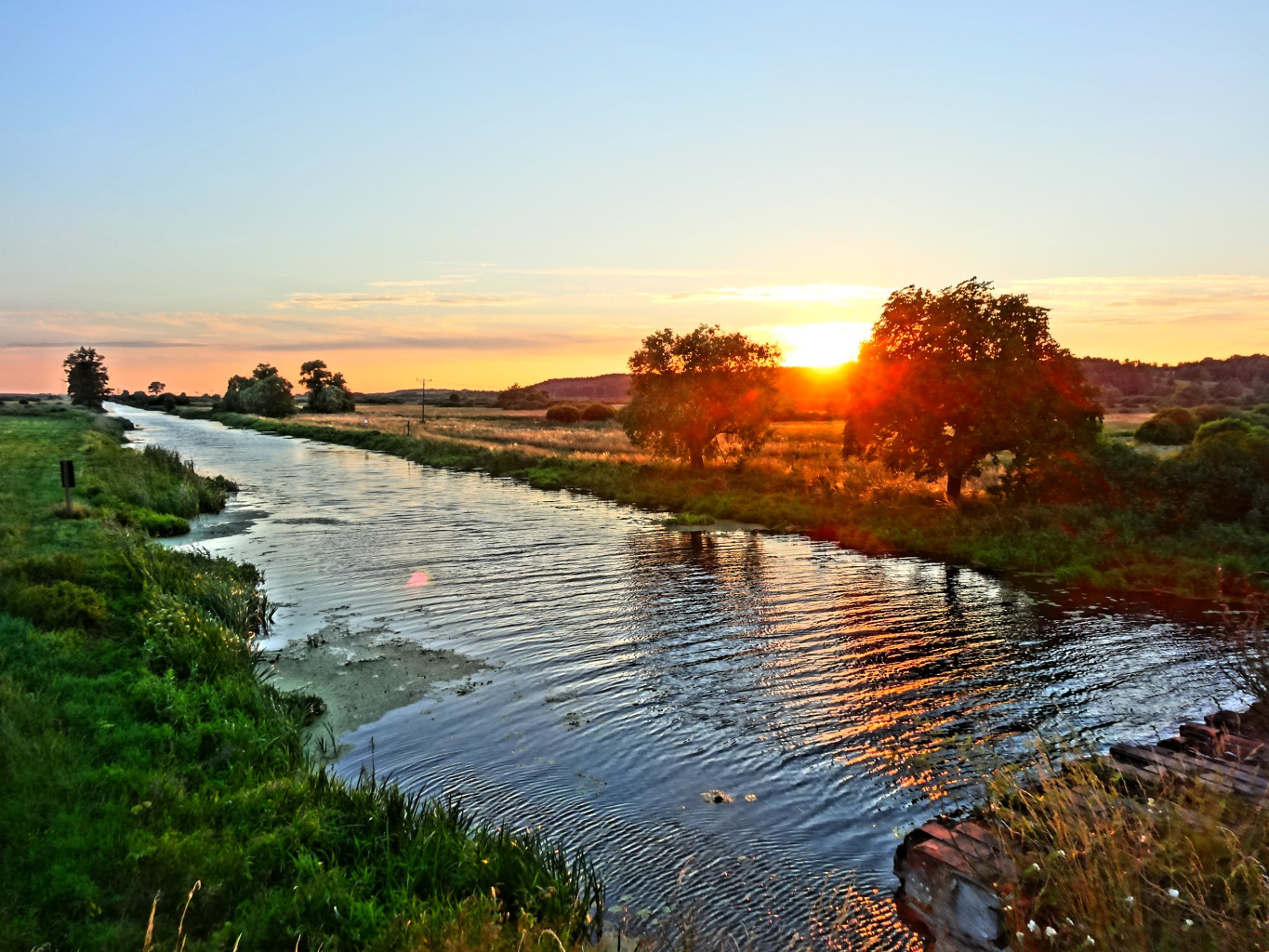
Kanał Bydgoski w pobliżu Łochowa

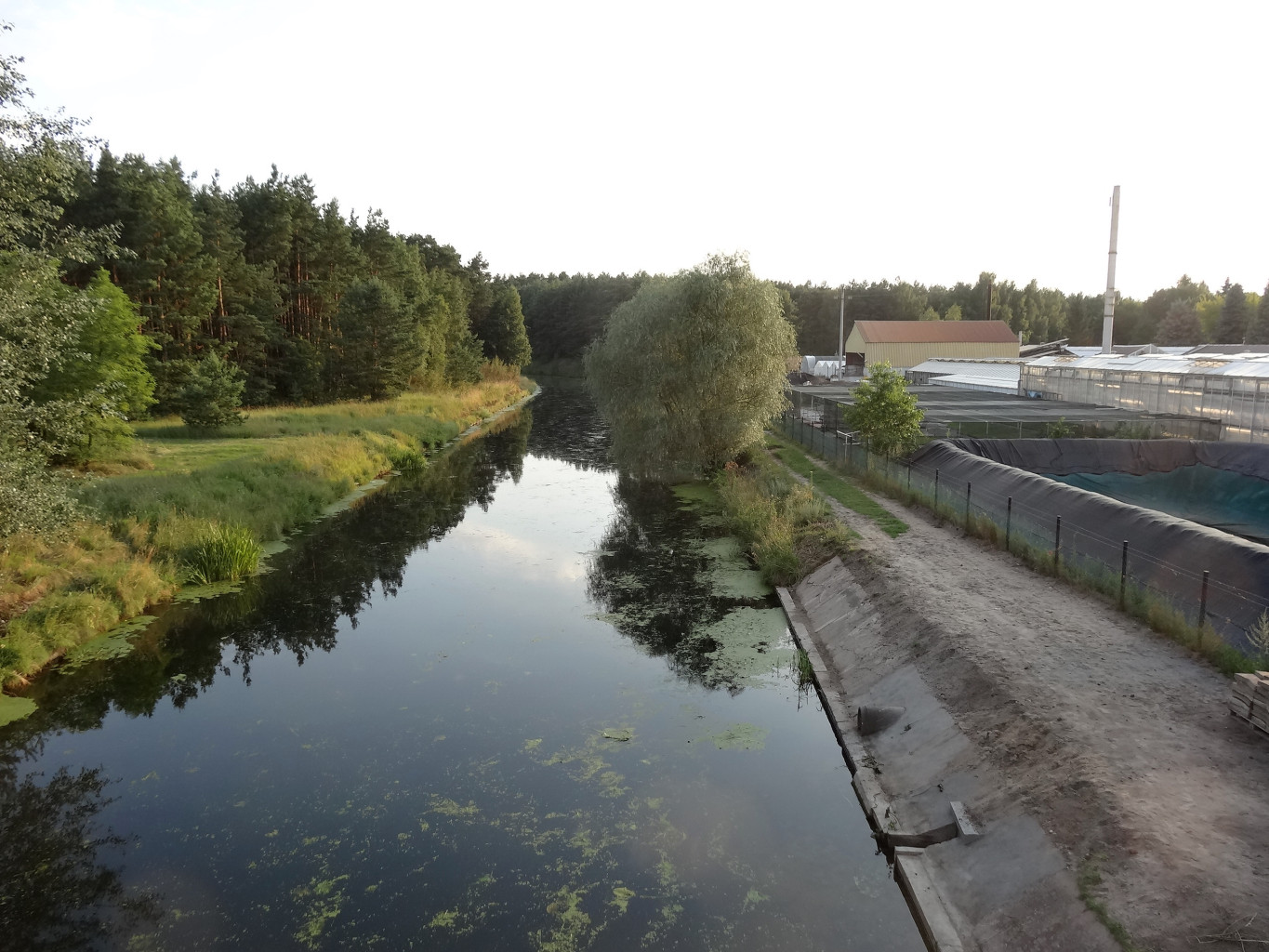
Kanał Górnonotecki w Łochowie

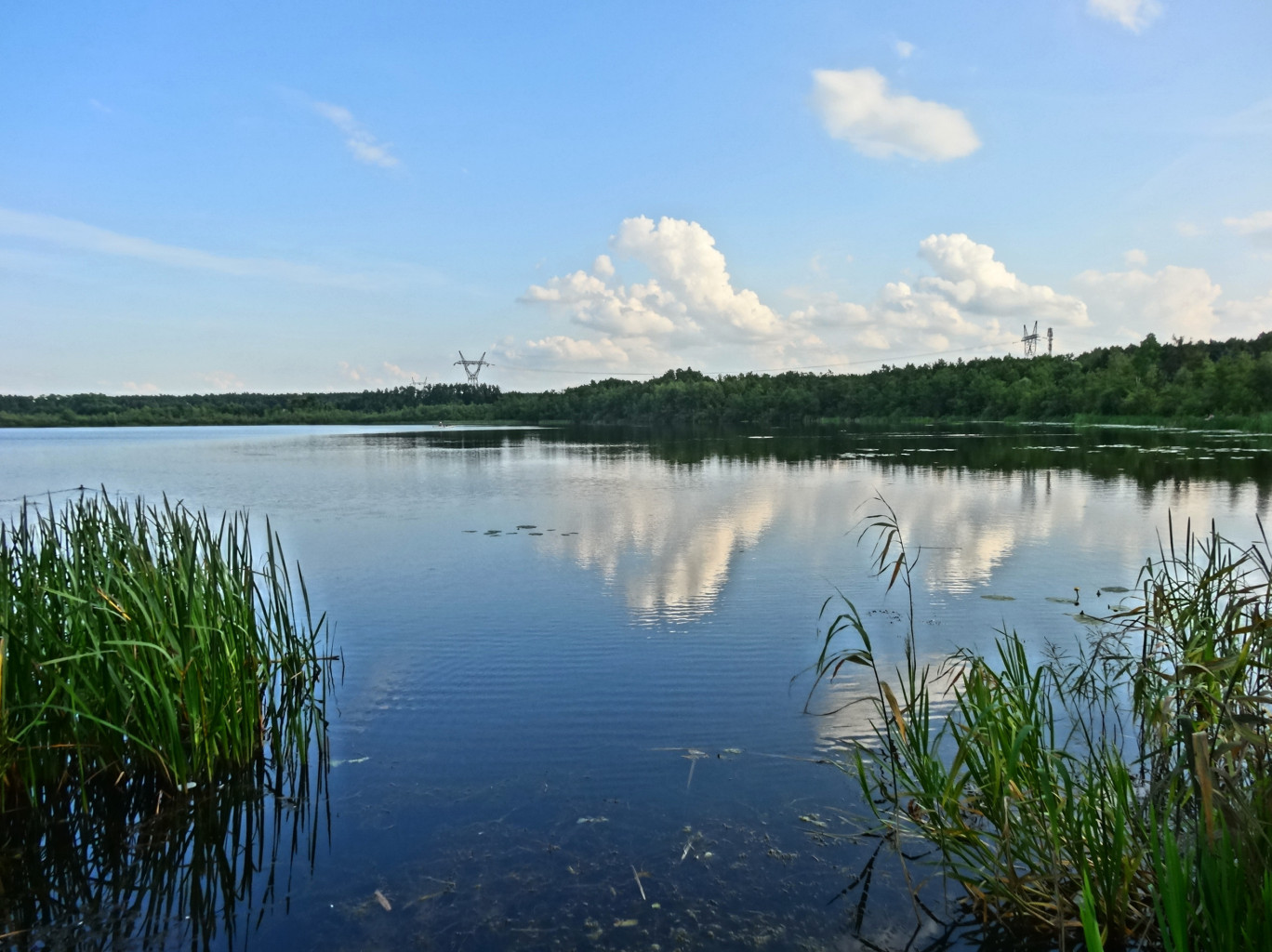
Jezioro Jezuickie Małe

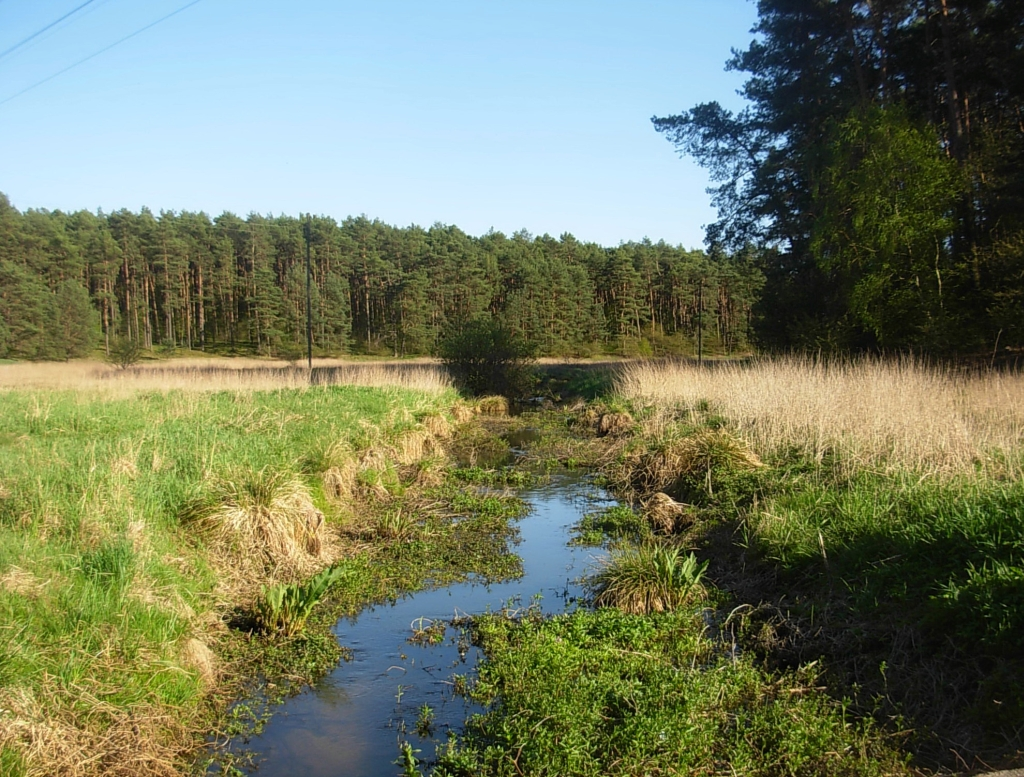
Struga Młyńska w Dolinie Podprądy między Bydgoszczą, a Białymi Błotami

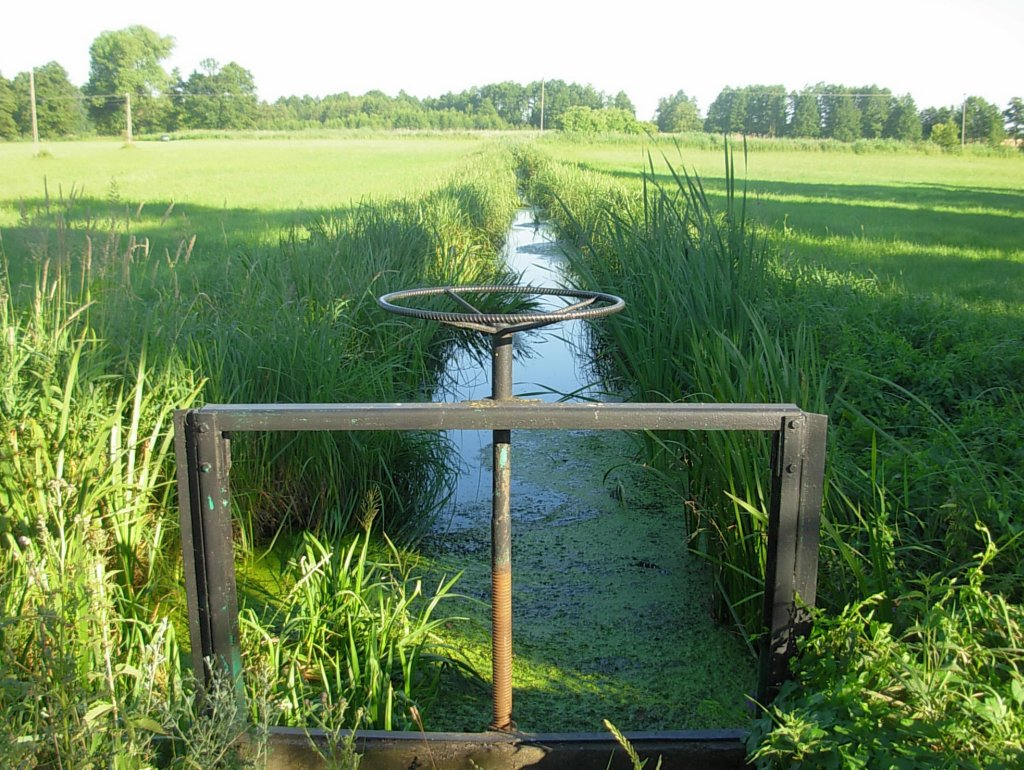
Kanały na tzw. Bydgoskich Łąkach Nadnoteckich

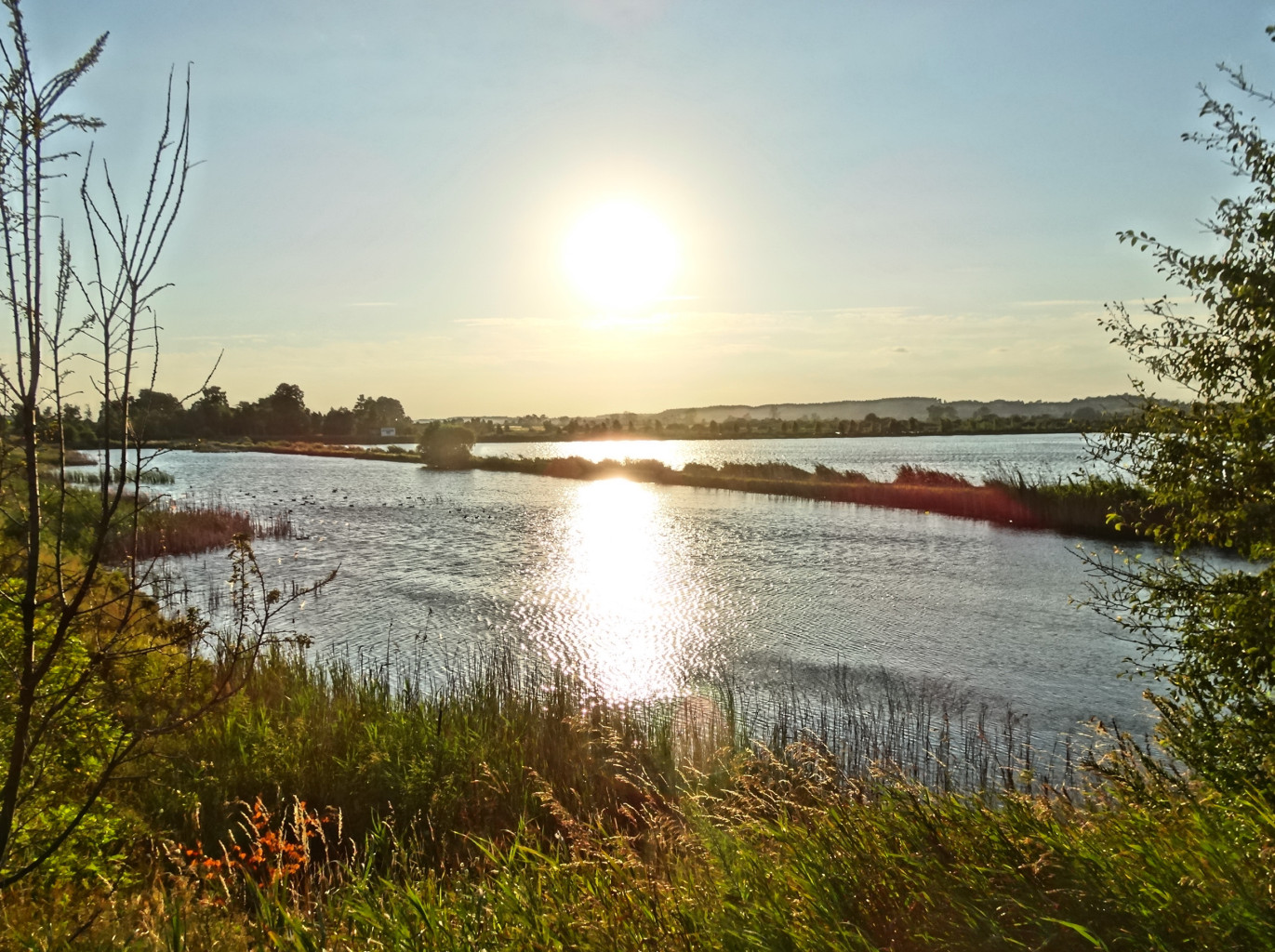
Stawy rybne w Lisim Ogonie

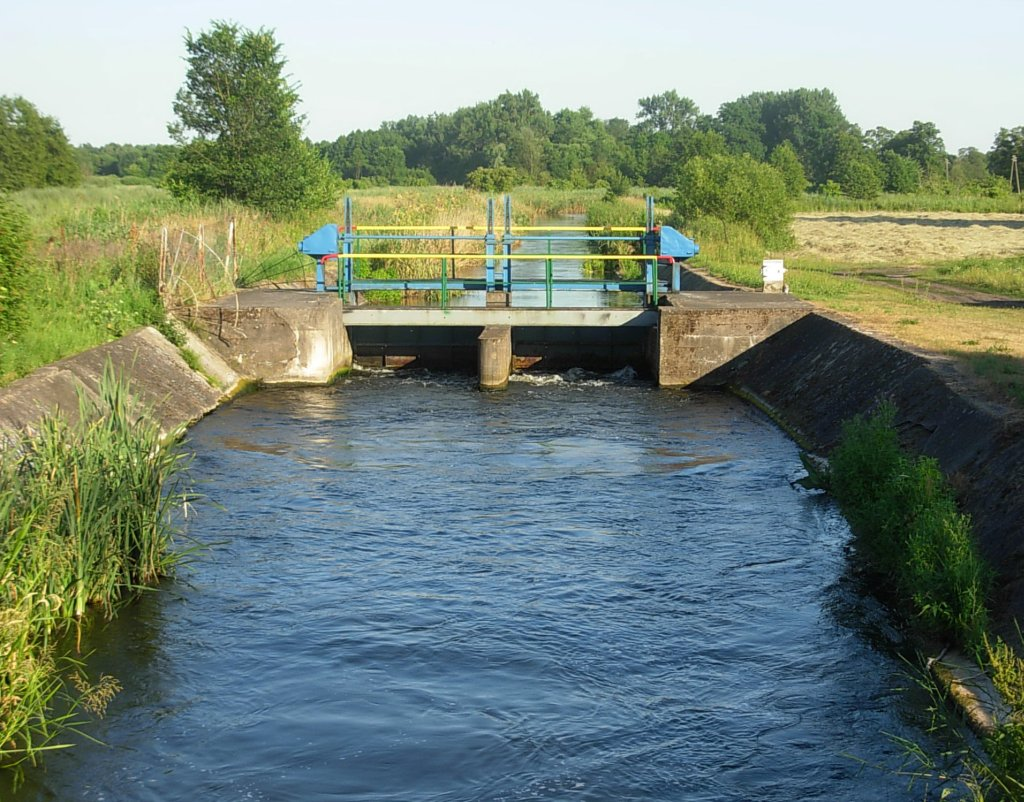
Jaz na Noteci w Dębinku

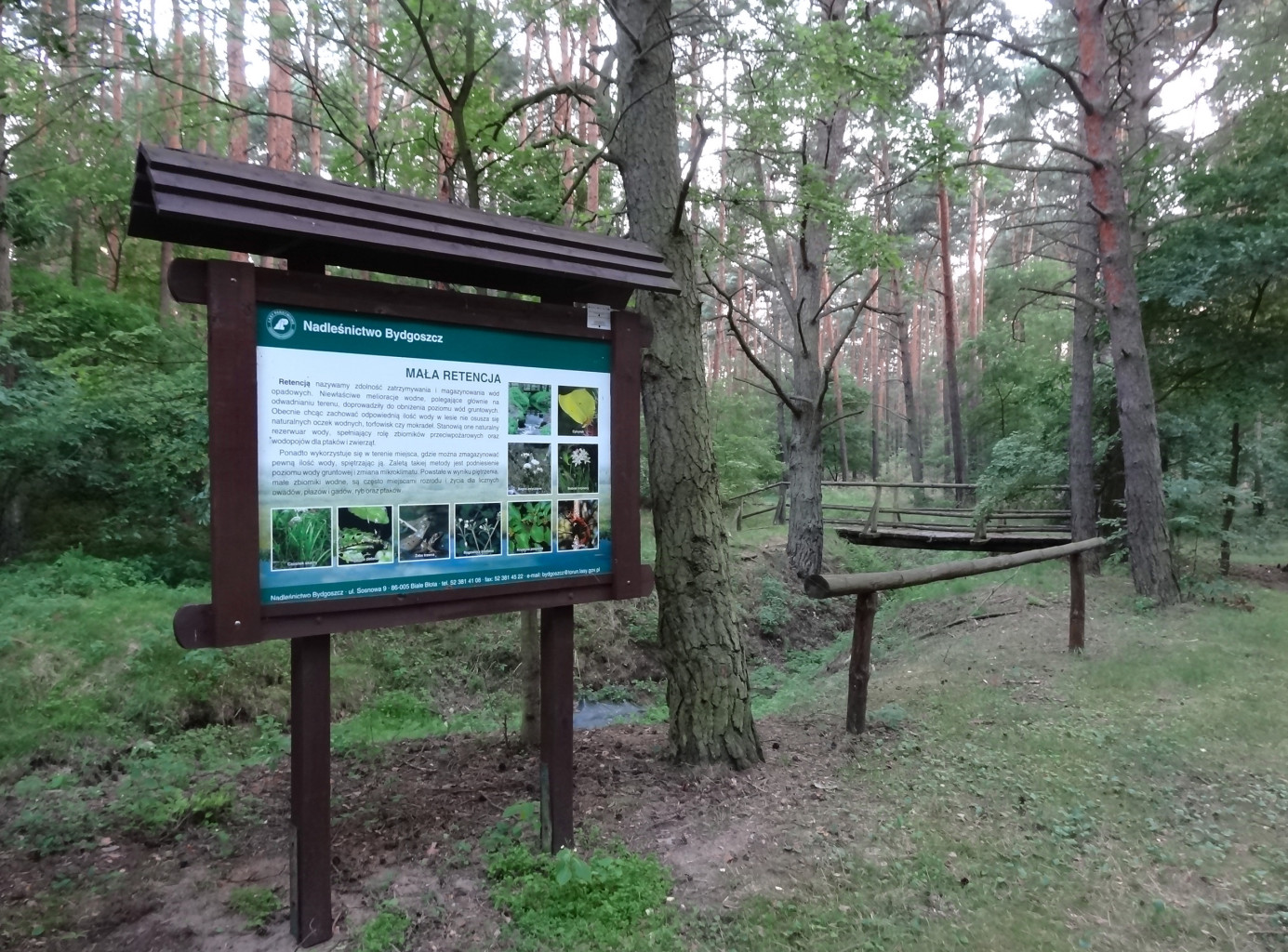
Leśna ścieżka dydaktyczna „Białe Błota” Nadleśnictwa Bydgoszcz

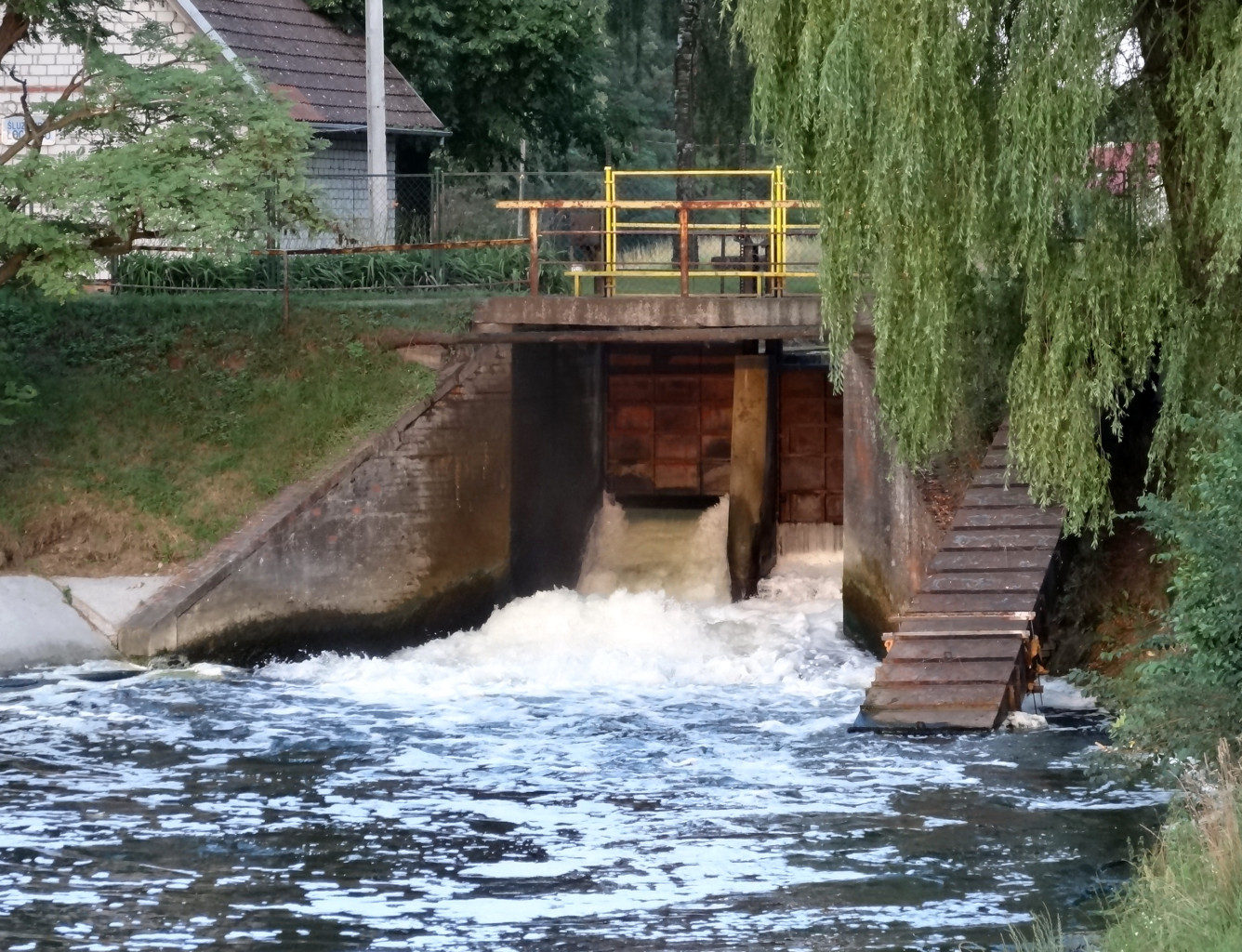
Śluza Łochowo

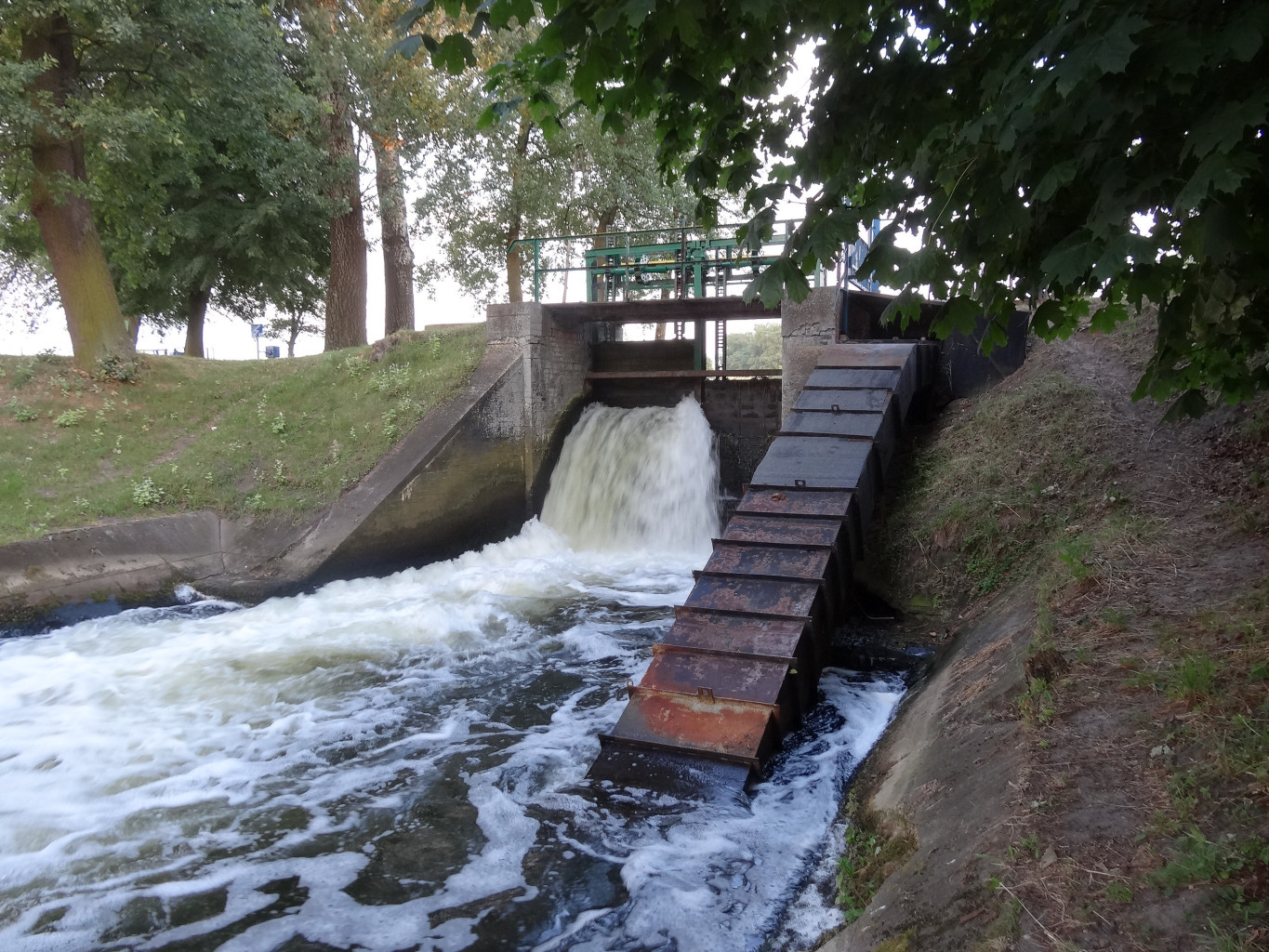
Jaz koło śluzy Lisi Ogon na Kanale Górnonoteckim

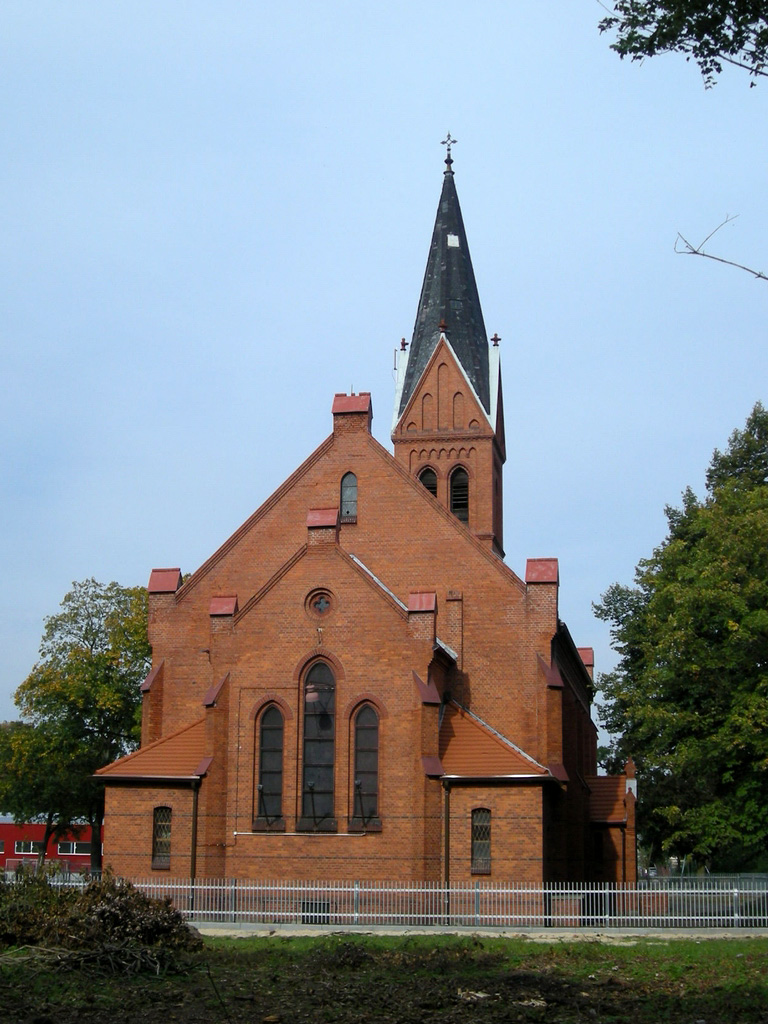
Kościół Matki Boskiej Bolesnej w Cielu (1893)

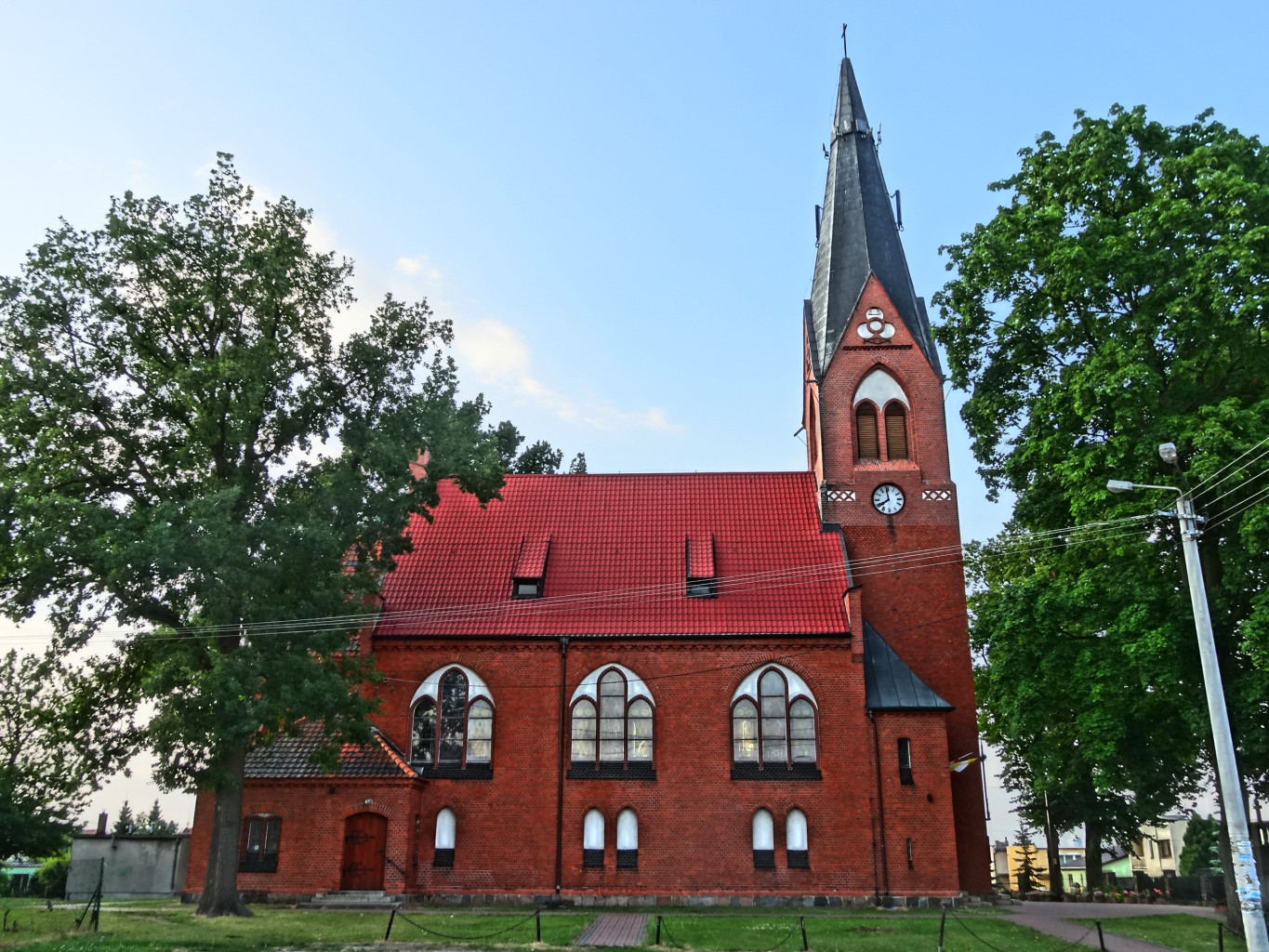
Kościół pw. św. Kazimierza w Łochowie (1902)

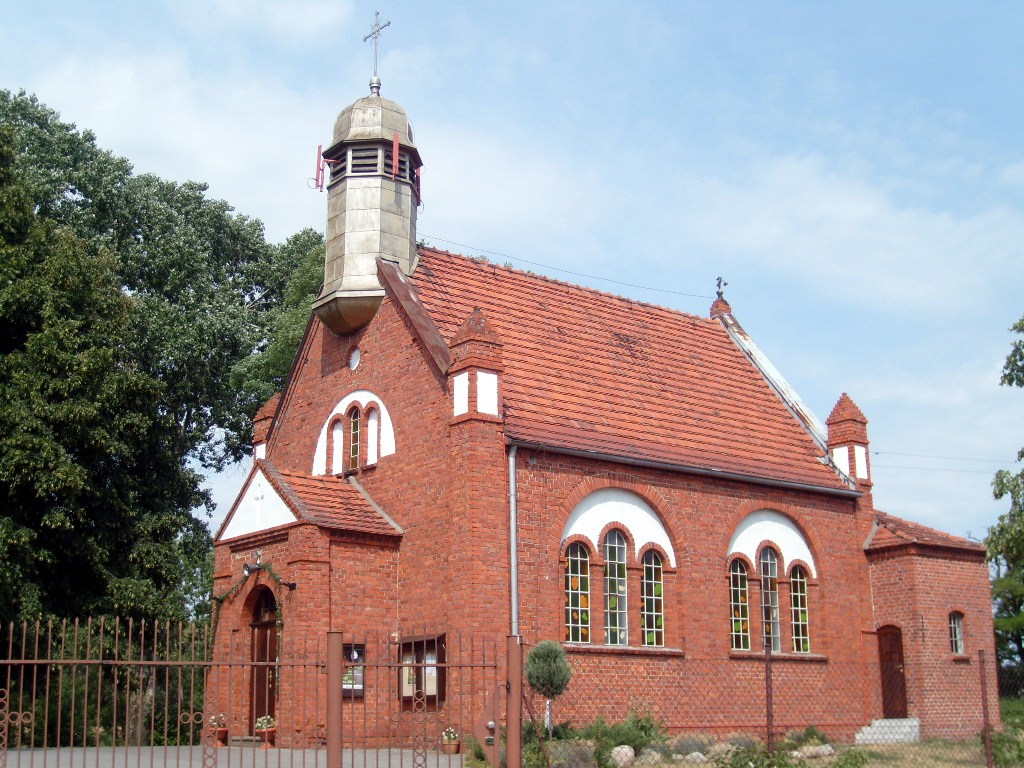
Kościół Wniebowzięcia Najświętszej Marii Panny w Przyłękach (1916)

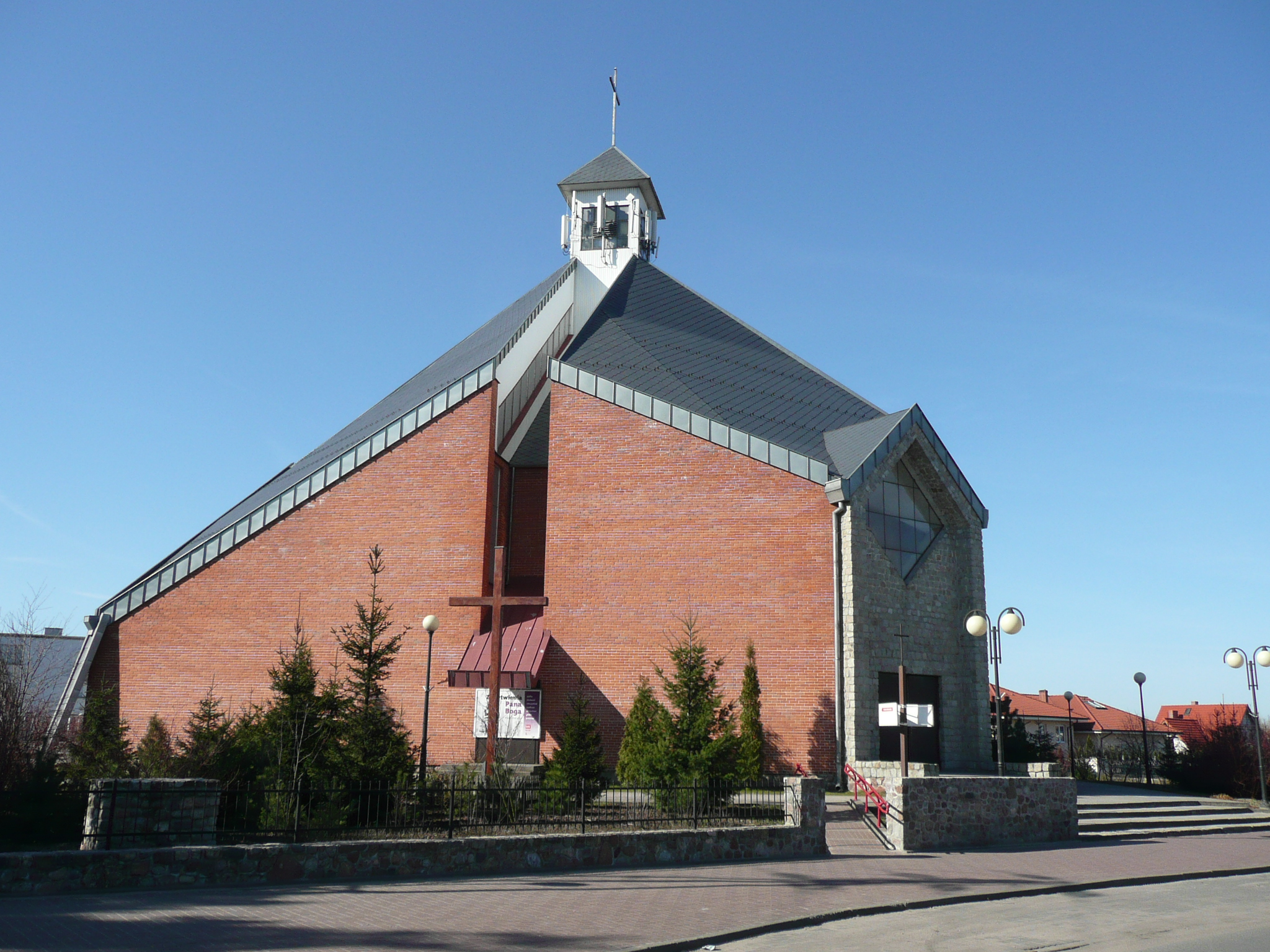
Kościół Chrystusa Dobrego Pasterza w Białych Błotach (2001)

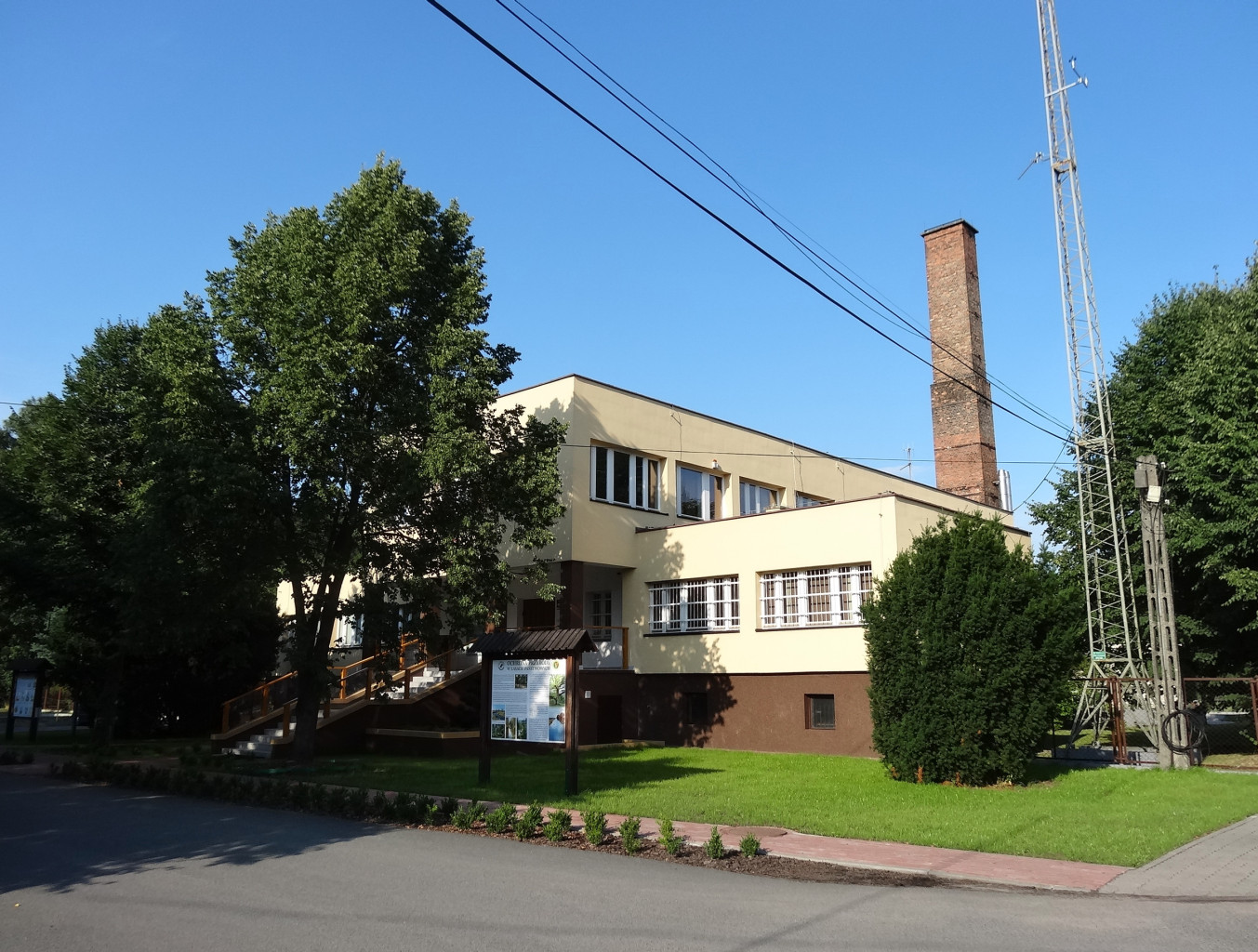
Siedziba Nadleśnictwa Bydgoszcz w Lipnikach koło Białych Błot

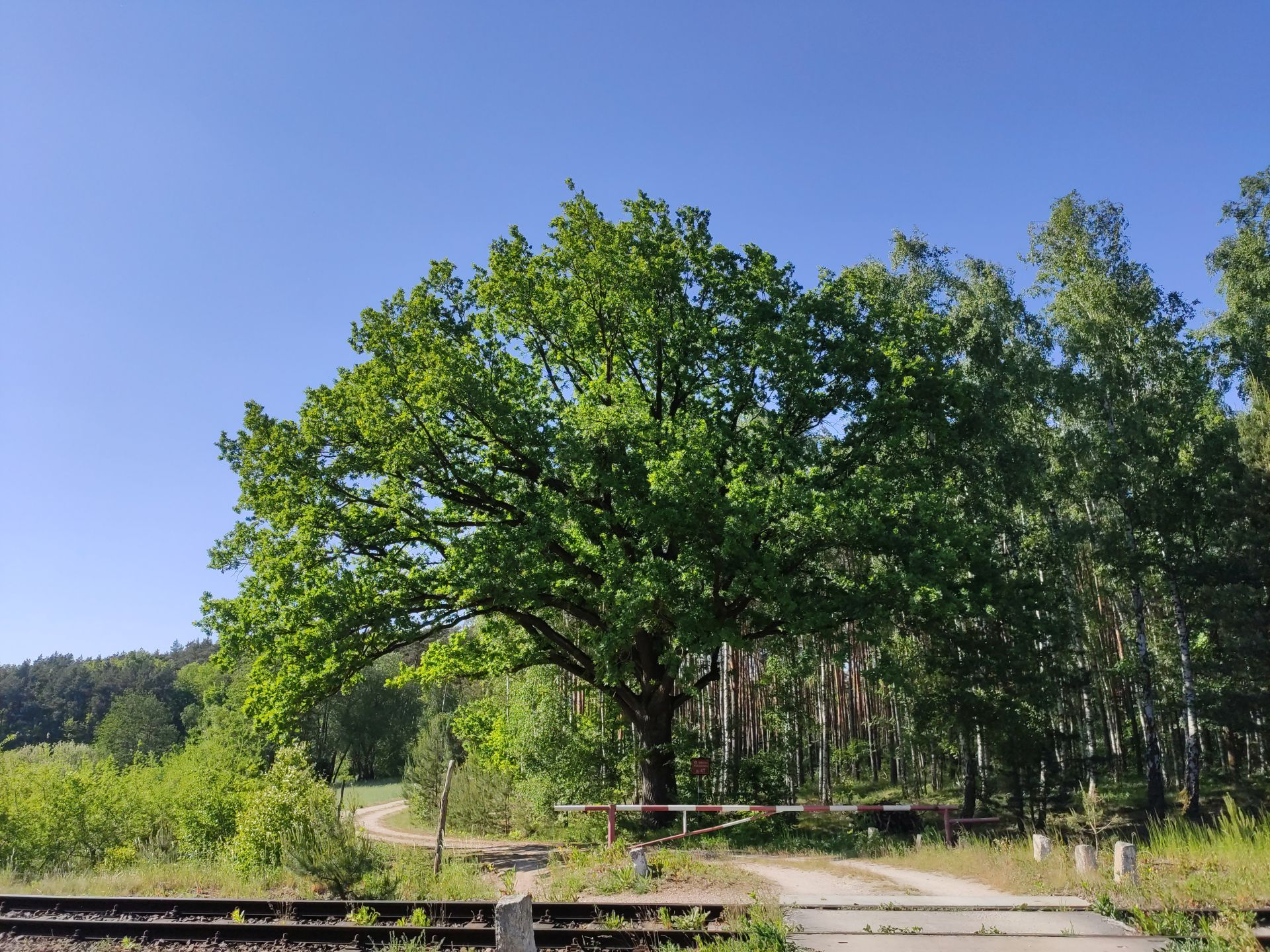
Dąb pomnik przyrody w Białych w Błotach.

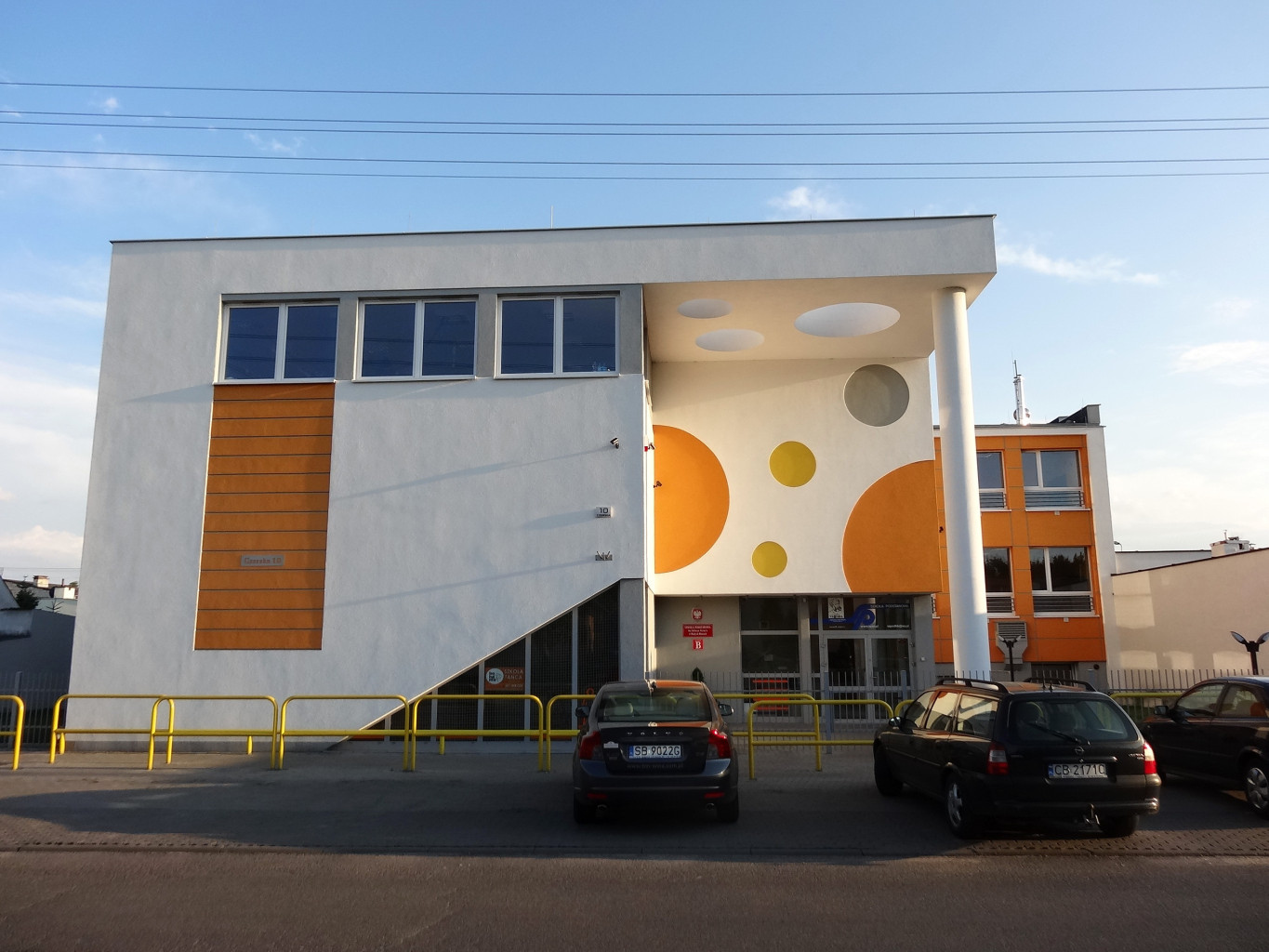
Szkoła Podstawowa im. Juliusza Verne’a w Białych Błotach

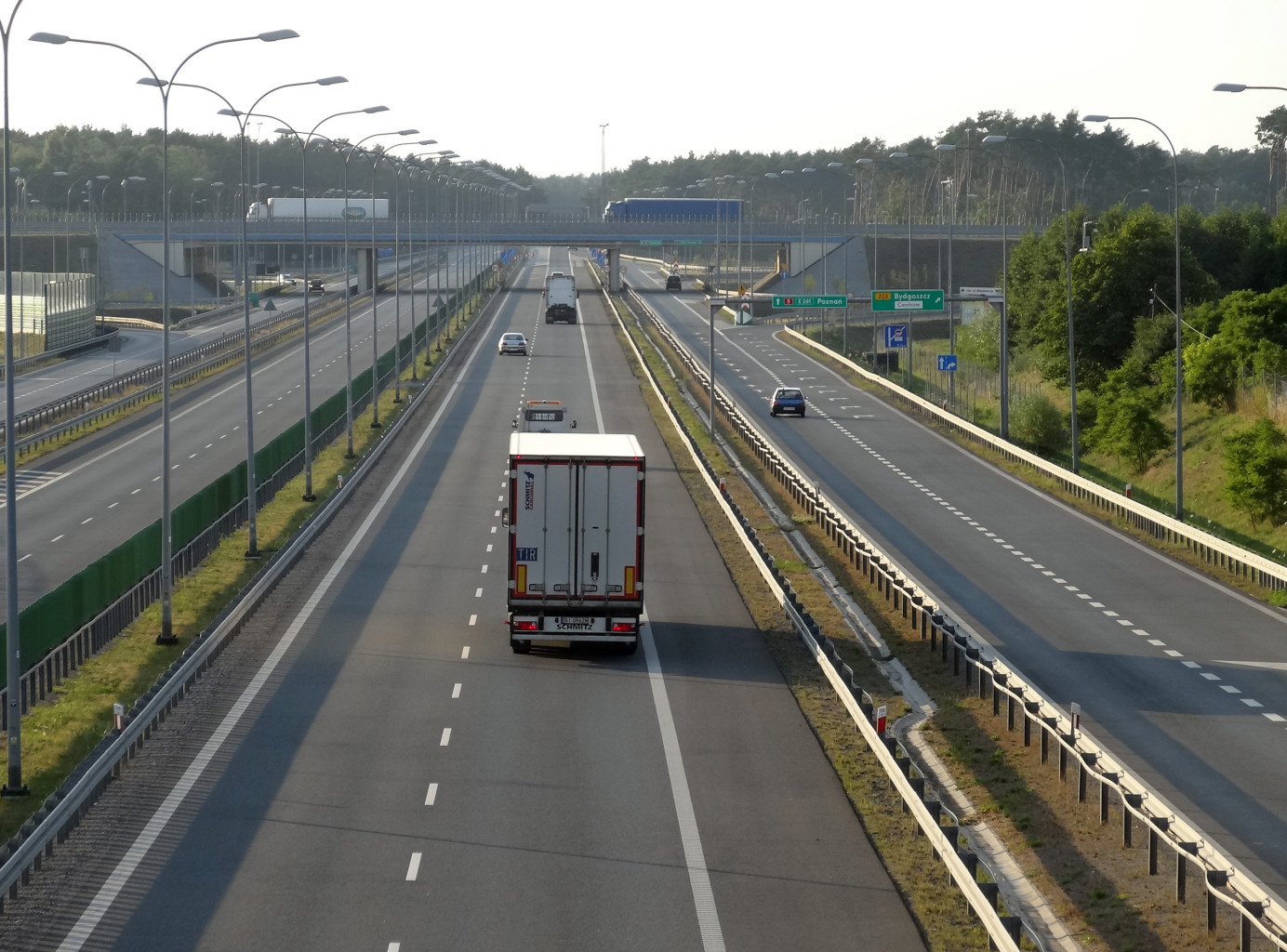
Węzeł „Białe Błota” dróg ekspresowych S5 – S10

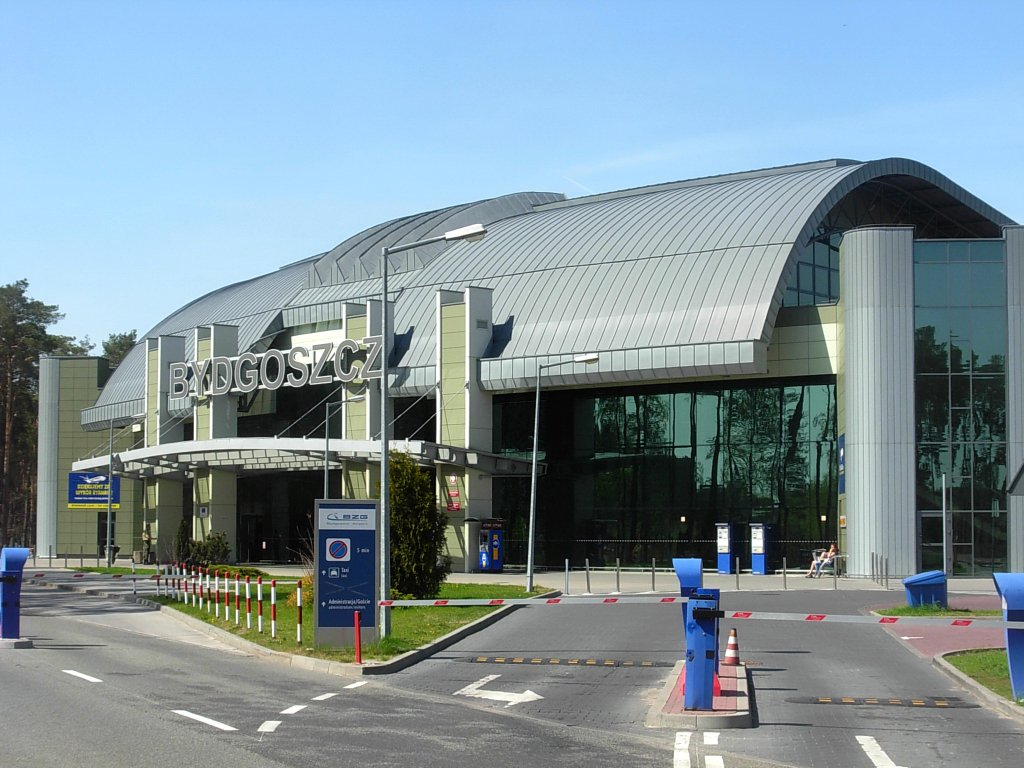
Terminal portu lotniczego Bydgoszcz, który częściowo położony jest w gminie Białe Błota

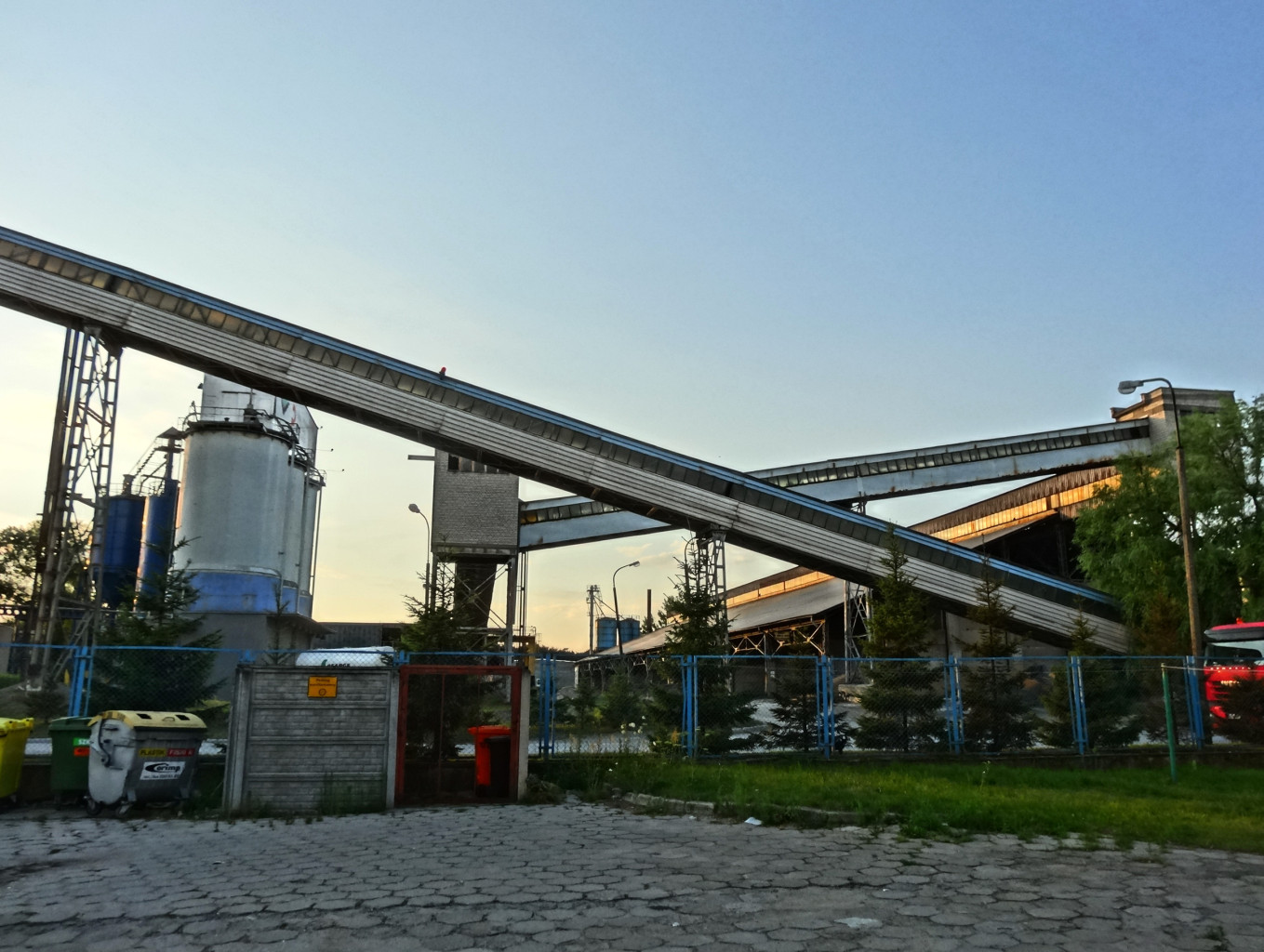
Prefabet – Białe Błota S.A.

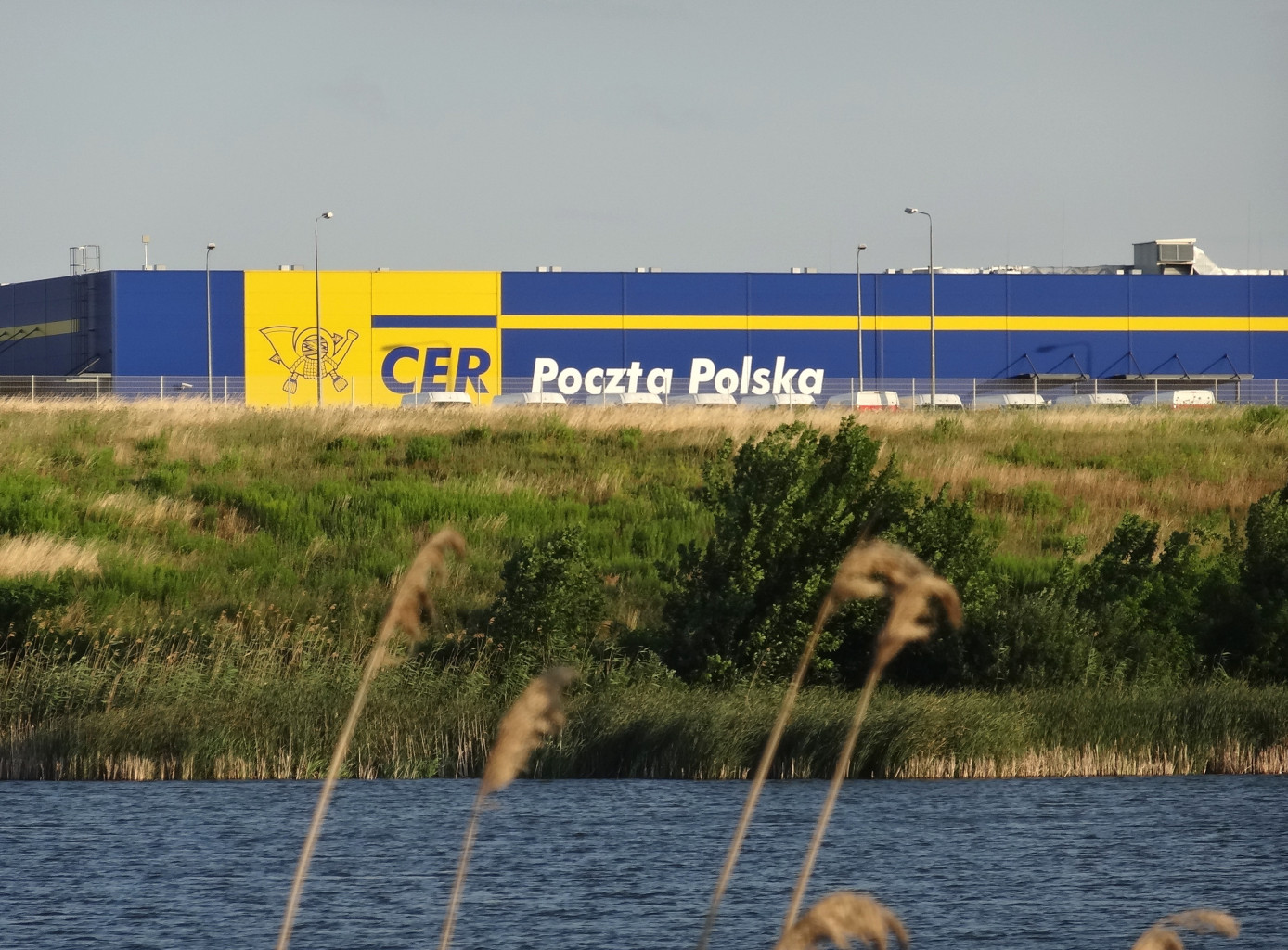
Centrum sortowania Poczty Polskiej w Lisim Ogonie

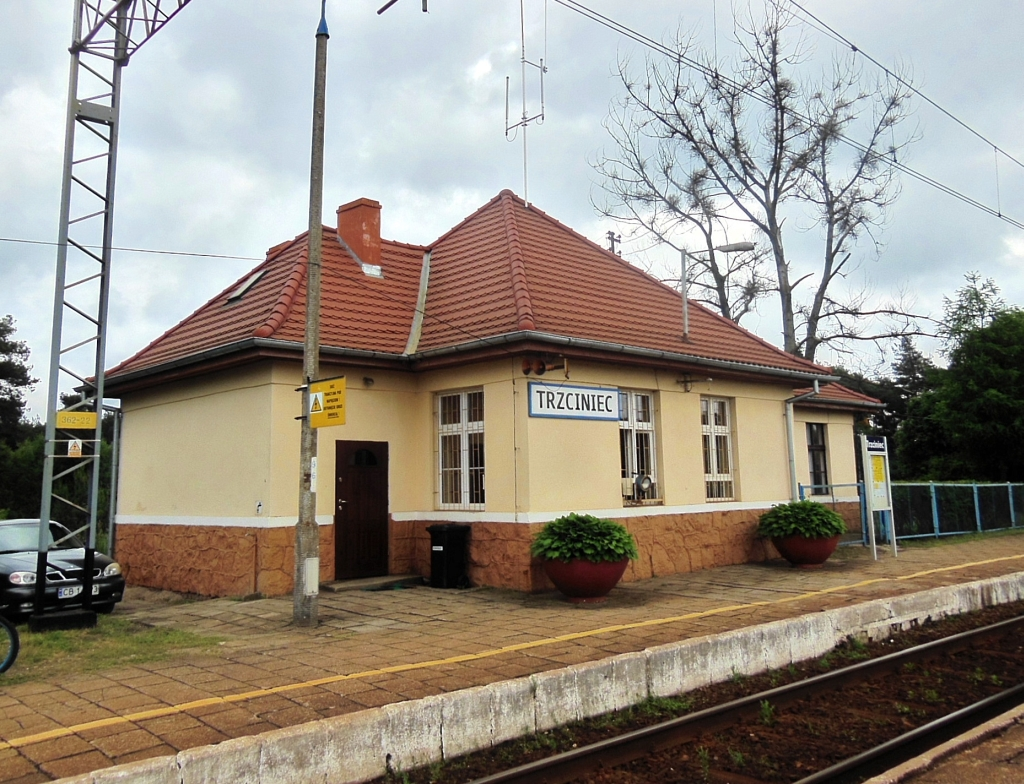
Stacja kolejowa w Trzcińcu

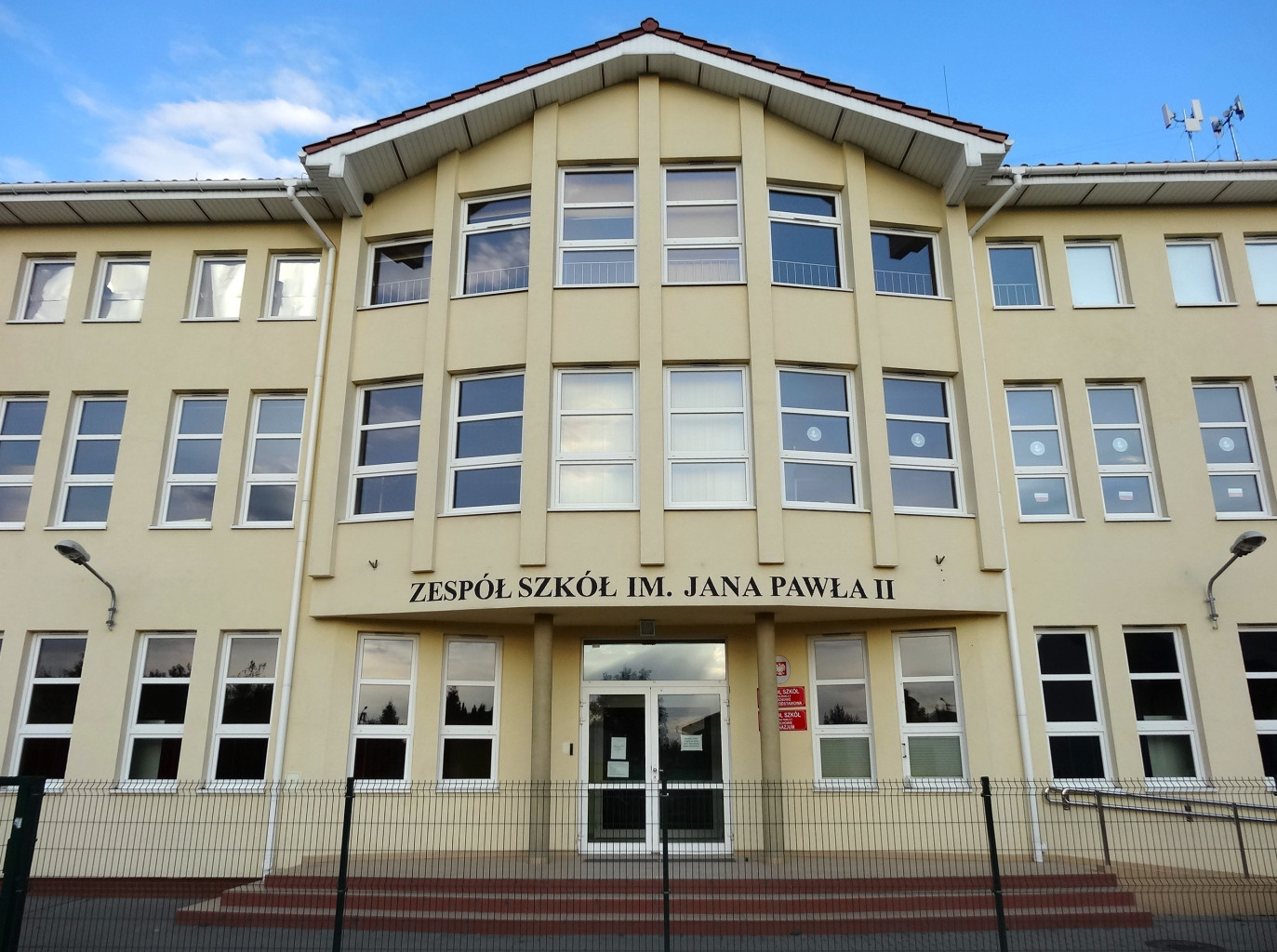
Zespół Szkół im. Jana Pawła II w Łochowie

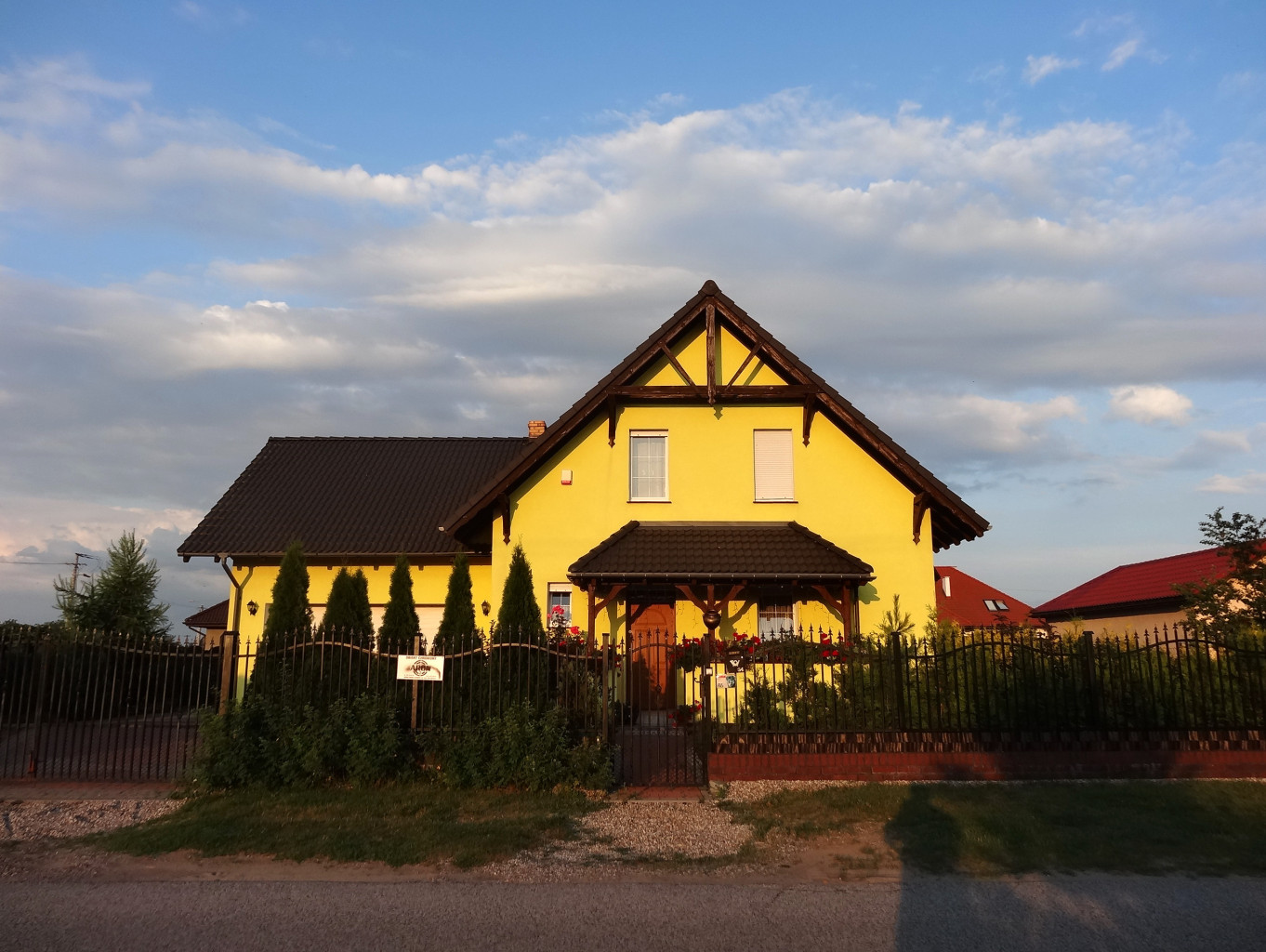
Dom w Łochowie

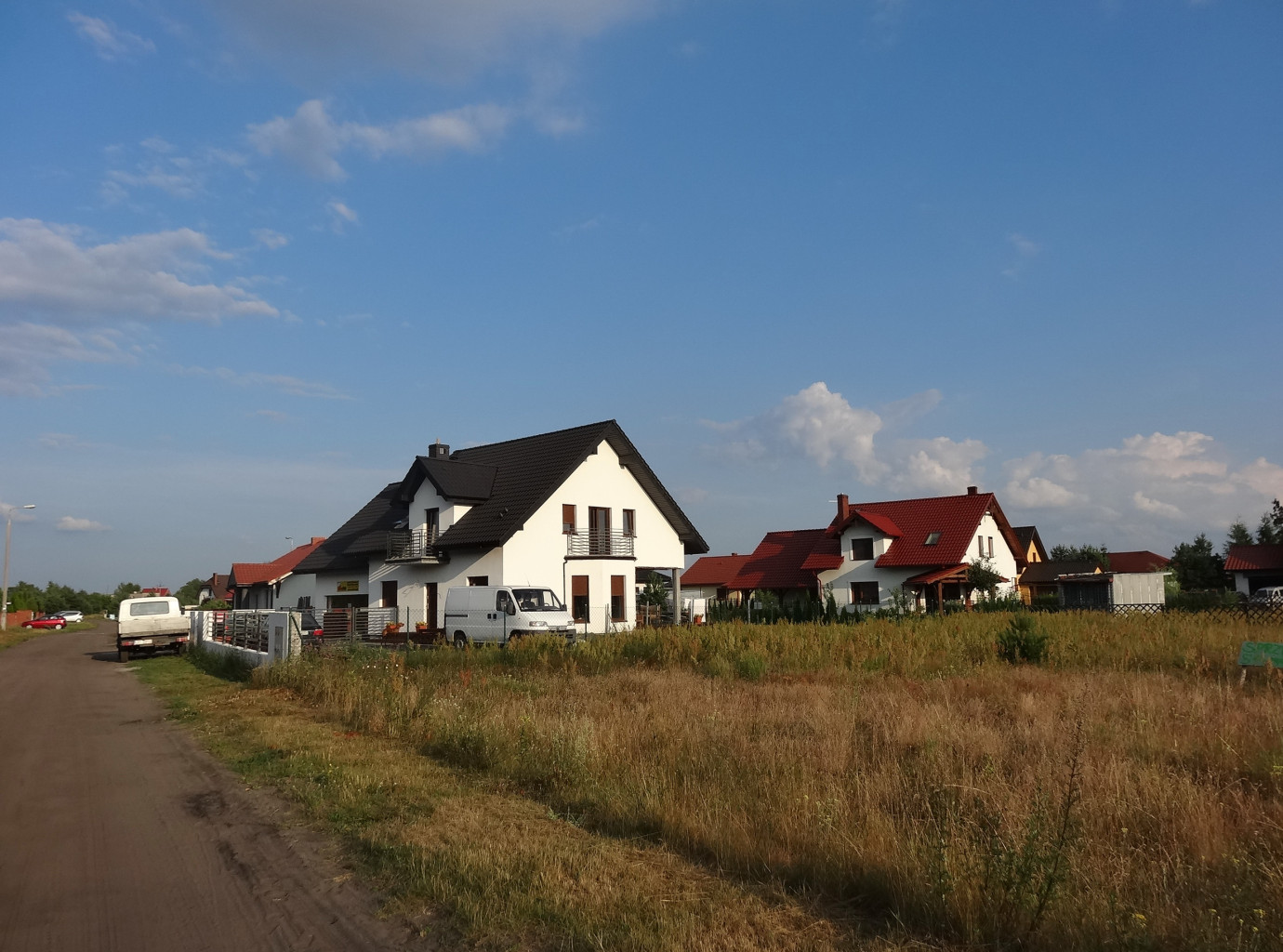
Domy w Murowańcu

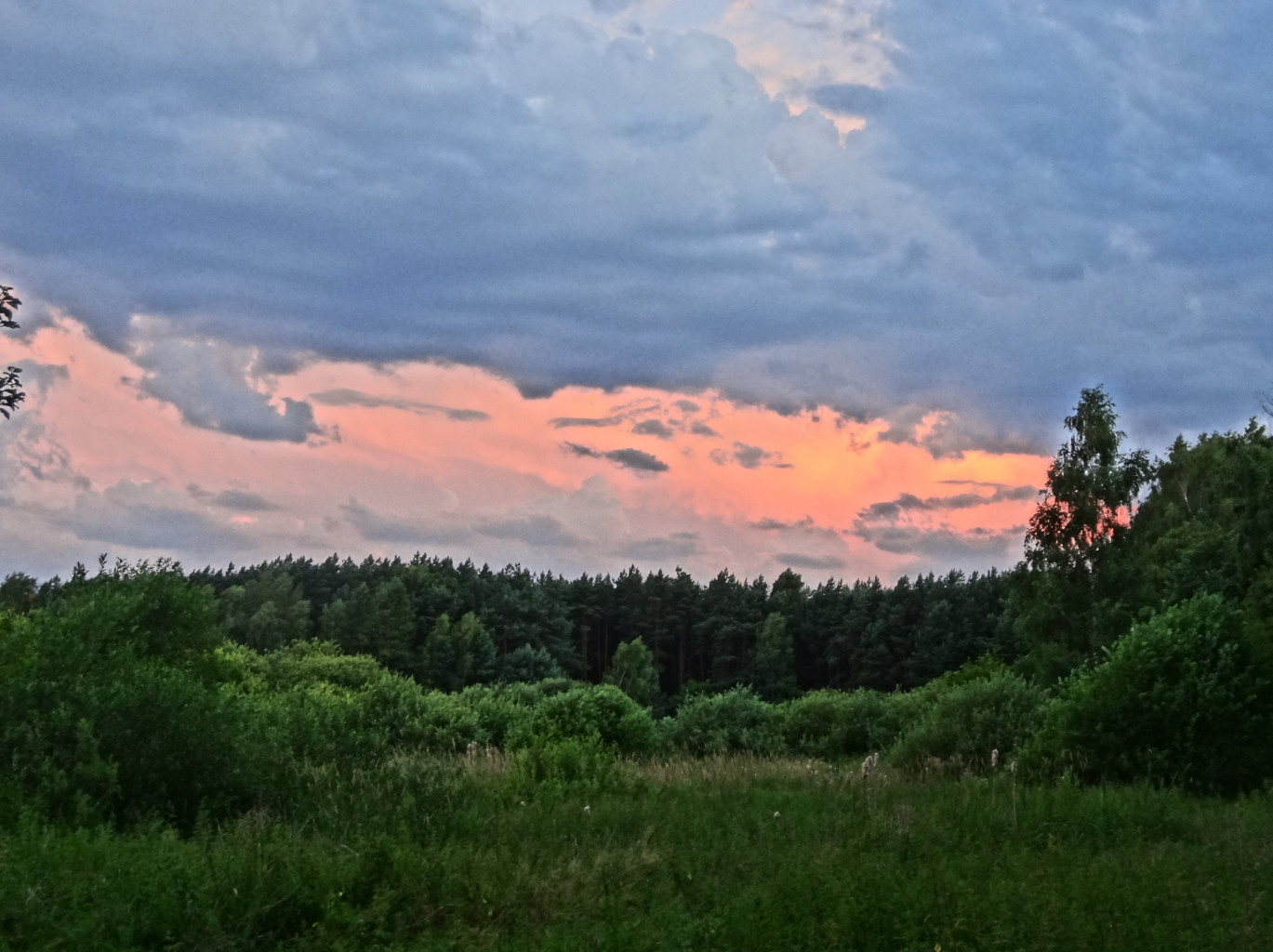
Puszcza Bydgoska w gminie Białe Błota

Białe Błota (do 1954 gmina Bydgoszcz) – gmina wiejska w Polsce położona w południowo-zachodniej części powiatu bydgoskiego. Położenie w bezpośrednim sąsiedztwie dużego miasta wpływa na jej dynamiczny rozwój. Siedzibą gminy jest wieś Białe Błota, położona zaledwie 3 km od granic Bydgoszczy. Bliskość dużego organizmu miejskiego od dawna wpływa na rozwój sąsiadujących miejscowości.
W latach 1975–1998 gmina administracyjnie należała do województwa bydgoskiego.

## Położenie
Gmina Białe Błota położona jest w województwie kujawsko-pomorskim, w powiecie bydgoskim. Od północy sąsiaduje z Bydgoszczą i gminą Sicienko, od wschodu z gminą Nowa Wieś Wielka, od południa z gminami: Łabiszyn i Szubin, a od zachodu z gminą Nakło nad Notecią.

## Sąsiednie gminy
Bydgoszcz, Sicienko, Nowa Wieś Wielka, Nakło nad Notecią, Łabiszyn, Szubin.
Położenie gminy, w pobliżu aglomeracji miasta Bydgoszczy sprzyja rozwojowi budownictwa mieszkaniowego, rzemiosła, usług, handlu oraz rolnictwa. Bliskość miasta i dostępność dróg przyczynia się do inwestycji przemysłowych i rzemieślniczych w Cielu, Kruszynie Krajeńskim, Przyłękach i Zielonce. Spowodowane jest to również uzbrojeniem terenu w sieć energetyczną, wodociągową i kanalizacyjną.

## Warunki naturalne
Gmina Białe Błota położona jest w całości w mezoregionie Kotlina Toruńska, w mikroregionach Terasa Łochowska (Równina Łochowska, Lasy Zamojskie) i Równina Rynarzewska (Równina Lipnicka, Dolina Kanału Noteckiego). Północno-wschodnia część należy do mikroregionu Miasto Bydgoszcz Południowe oraz Wydmy Puszczy Bydgoskiej. Występują tu dwa typy rzeźby terenu: płaska na terasach dolinnych oraz lekko pagórkowata na powierzchniach zwydmionych. Znaczna część obszaru gminy znajduje się na wysokości ok. 70 m n.p.m. Najwyższy punkt gminy 98,0 m n.p.m. znajduje się na szczycie wydmy śródlądowej w Puszczy Bydgoskiej, a najniższy: w dolinach: Noteci (64 m n.p.m.) i Kanału Bydgoskiego (60 m n.p.m.).
Przez gminę przebiega wododział rozdzielający dorzecza Odry i Wisły. Na północnych rubieżach gminy znajduje się Kanał Bydgoski łączący oba dorzecza, zaś po stronie południowej Noteć i żeglowny Kanał Górnonotecki, zasilający w wodę Kanał Bydgoski. Największym zbiornikiem naturalnym na terenie gminy jest Jezioro Jezuickie Małe. Na Kanale Górnonoteckim, Noteci i innych kanałach (Przyłęki, Kruszyński, Nowonotecki) urządzono w XIX wieku budowle hydrotechniczne, m.in. jazy w: Dębinku (3), Kruszynie, Łochowie i Lisim Ogonie oraz śluzy żeglugowe w Dębinku (2), Łochowie i Lisim Ogonie.
Ponad połowę powierzchni gminy Białe Błota zajmują lasy, należące do Puszczy Bydgoskiej. Są one miejscem masowego wypoczynku bydgoszczan. Zarząd nad lasami, położonymi w kierunku południowo-zachodnim i południowo-wschodnim od miasta Bydgoszczy pełni Nadleśnictwo Bydgoszcz, które obejmuje swym zasięgiem 15 300 ha lasów, w tym na terenie gminy Białe Błota – 6665 ha. W zdecydowanej większości są to lasy zaliczane do kategorii lasów chronionych, wynika to z ich położenia w pobliżu wielkiej aglomeracji miejskiej. Między Puszczą Bydgoską, a łąkami nadnoteckimi występują tzw. wyspy leśne, które stanowią chroniony element miejscowego krajobrazu. W gminie zlokalizowane są leśnictwa: w Lipnikach, Białych Błotach, Bielicach, Łochowie, Nadkanalu, Trzcińcu i Zielonce.
W 1999 roku Nadleśnictwo Bydgoszcz z siedzibą w Białych Błotach wykonało i oddało do zwiedzania leśną ścieżkę dydaktyczną zlokalizowaną na terenie leśnictwa Białe Błota. Prezentuje ona wybrane zagadnienia związane z lasami, pracą leśników itd. Jej długość wynosi 5 km z 13 przystankami tematycznymi. Ma na celu upowszechnienie wiedzy przyrodniczej i ekologicznej. Można ją zwiedzać pieszo lub rowerem.

## Struktura powierzchni
Gmina Białe Błota posiada obszar 122,4 km², co stanowi 8,7% powierzchni powiatu bydgoskiego. Funkcjonalny podział powierzchni jest następujący:
- użytki leśne: 52%
- użytki rolne: 36%
- tereny zurbanizowane, nieużytki, grunty pod wodami: 12%.

Ponad połowę obszaru gminy stanowią grunty Skarbu Państwa, zaś jedną trzecią – grunty prywatne.

## Miejscowości
W gminie wyodrębnione są sołectwa: Białe Błota, Ciele, Kruszyn Krajeński, Lisi Ogon, Łochowice, Łochowo, Murowaniec, Prądki, Przyłęki, Trzciniec, Zielonka. Sołectwem o największej powierzchni są Białe Błota (6549 ha), o czym decyduje duża powierzchnia lasów (80% obszarów leśnych w gminie), natomiast najmniejszym sołectwem – Łochowice (212 ha). Największą powierzchnią użytków rolnych (ok. 1600 ha, w tym łąk i pastwisk 830 ha) charakteryzuje się sołectwo Kruszyn Krajeński, natomiast największą powierzchnię gruntów ornych i sadów (łącznie ok. 480 ha) dysponuje sołectwo Łochowo. Miejscowości niesołeckie to: Drzewce, Jasiniec, Lipniki, Lipniki (osada leśna), Łochowo (osada leśna).

## Zasoby naturalne
Na terenie gminy Białe Błota występują: złoże torfu w Lisim Ogonie, piaski kwarcowe w Trzcińcu oraz iły w Białych Błotach. Eksploatowane jest jedynie złoże Zielonka-Trzciniec w Puszczy Bydgoskiej, gdzie wydobywa się piaski kwarcowe do produkcji cegły wapienno-piaskowej. Powierzchnia złoża wynosi 3,658 ha, zasoby szacuje się na 826 tys. m³.

## Rolnictwo
Użytki rolne w gminie charakteryzują się niskim udziałem gruntów ornych (52%) i odznaczają się słabą jakością. Zaledwie 4% gruntów jest w klasie od I do IV. Sporą powierzchnię zajmują łąki i pastwiska (43% użytków rolnych, 13% powierzchni gminy). W 2010 roku w gminie funkcjonowały tylko 53 gospodarstwa rolne powyżej 1 ha, najwięcej w Kruszynie Krajeńskim (9), Cielu (8), Łochowie i Przyłękach (7).

## Transport

### Transport drogowy
Przez teren gminy przebiegają drogi krajowe: nr S5, nr S10, nr 25, a także droga wojewódzka nr 223.
Odcinek drogi krajowej nr 10, będącej południową obwodnicą Bydgoszczy w 2007 r. przebudowano do standardów drogi ekspresowej. Znajdują się tu dwa węzły drogowe: Bydgoszcz Błonie i Bydgoszcz Południe.
Przez gminę przebiega pięć linii autobusowych (międzygminnych, obsługiwanych przez MZK Bydgoszcz), które łączą Bydgoszcz z gminą Białe Błota:
42 - Błonie - Błonie (Przez: Białe Błota, Kruszyn Krajeński)
90 - Garbary - Łochowice/Zajęcza (Przez: Lisi Ogon, Łochowo)
91 - Błonie - Przyłęki (Przez: Białe Błota, Ciele, Zielonkę)
92 - Błonie - Łochowo (Przez: Białe Błota, Lipniki, Murowaniec)
96 - Błonie - Przyłęki (Przez: Trzciniec, Ciele, Zielonkę)

### Transport kolejowy
Linie kolejowe przebiegające przez teren gminy:
- nr 131 (Chorzów Batory – Tczew) ze stacją w Trzcińcu
- nr 356 Bydgoszcz Główna – Poznań Wschód ze stacją Jasiniec Białebłota (nieczynna).

### Transport lotniczy
W granicach gminy znajduje się Port Lotniczy Bydgoszcz im. Ignacego Paderewskiego, który obsługuje połączenia krajowe i międzynarodowe.

## Demografia
Według danych z 2009 gminę zamieszkiwały 15 703 osoby.
Dane z 31 grudnia 2011 r.:
| Opis                              | Ogółem | Ogółem | Kobiety | Kobiety | Mężczyźni | Mężczyźni |
| --------------------------------- | ------ | ------ | ------- | ------- | --------- | --------- |
| Jednostka                         | osób   | %      | osób    | %       | osób      | %         |
| Populacja                         | 18 081 | 100    | 9123    | 50,5    | 8958      | 49,1      |
| Gęstość zaludnienia [mieszk./km²] | 148    | 148    | 75      | 75      | 73        | 73        |

Miejscowością o największym zaludnieniu są Białe Błota (prawie 6 tys.), następnie Łochowo (3 tys.), Murowaniec (1,3 tys.) i Ciele (1 tys.) Po ok. 900 osób mieszka w Kruszynie, Zielonce i Przyłękach, 700 w Lisim Ogonie, a blisko 500 w Łochowicach i Trzcińcu. Najmniejszą wsią sołecką w gminie są Prądki o zaludnieniu 150 osób.

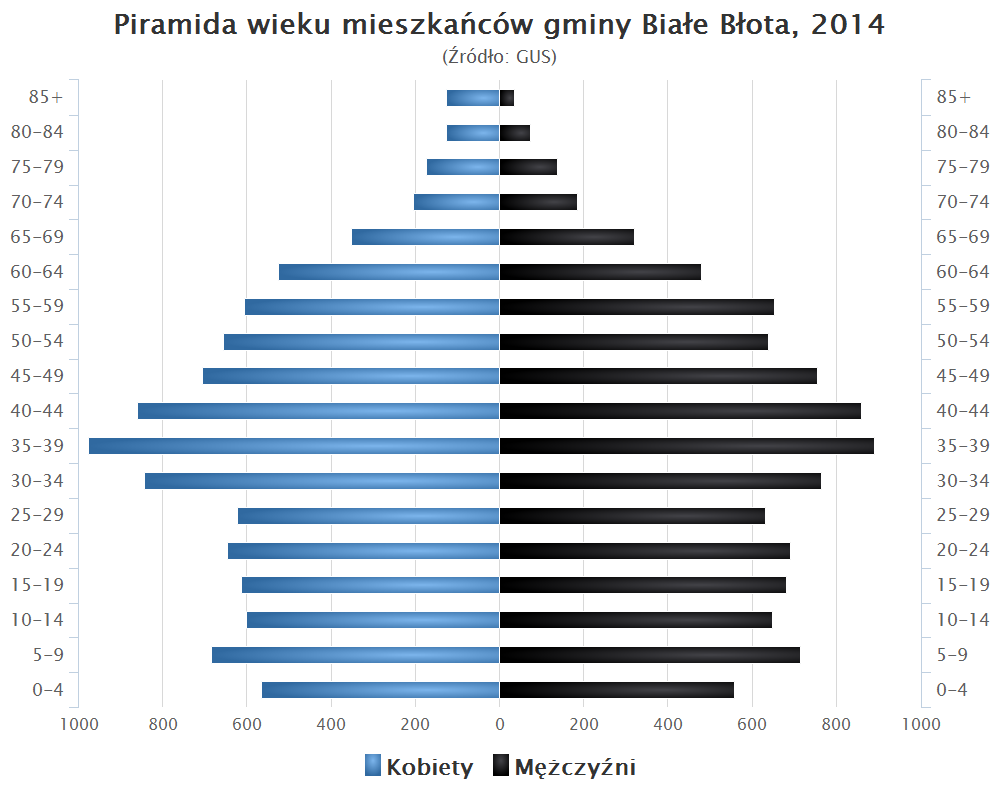
Piramida wieku mieszkańców gminy Białe Błota w 2014 roku

Białe Błota są największą pod względem ludności gminą wiejską w województwie kujawsko-pomorskim. W latach 2004–2020 liczba ludności wzrosła o 80,44%.

## Edukacja
W gminie Białe Błota działa 7 placówek oświatowych: 2 przedszkola (publiczne i prywatne), 3 szkoły podstawowe (w Białych Błotach, Przyłękach i Łochowie), 2 gimnazja (w Białych Błotach i Łochowie). Szkolnictwo na poziomie średnim i wyższym zapewniają ośrodki edukacyjne w Bydgoszczy.

## Kultura
Życie kulturalne gminy skupia się wokół dwóch ośrodków kultury: Białobłockiego i Łochowskiego. Znaczącymi imprezami kulturalnymi w gminie są: Wojewódzki turniej Recytatorski „O Pióro Jana Brzechwy”, Gminny Festiwal Piosenki Dziecięcej, Dzień Łochowa i inne.

## Sport
Na terenie gminy zarejestrowanych jest 5 klubów sportowych:
1. Gminny Klub Sportowy „Spójnia” Białe Błota,
2. Klub Sportowy Łochowo,
3. Wiejski Klub Sportowy O.R.I. Kruszyn Krajeński,
4. Uczniowski Klub Sportowy „Czapla” Białe Błota,
5. Uczniowski Klub Sportowy w Łochowie.

Bazę sportowo-rekreacyjną stanowią: stadion lekkoatletyczny, 2 boiska, 2 sale gimnastyczne w Białych Błotach, sala gimnastyczna w Łochowie oraz 5 boisk sportowych: w Lisim Ogonie, Kruszynie Krajeńskim i Łochowie.

## Ochrona zdrowia
Podstawową opiekę zdrowotną zapewnia Gminna Przychodnia w Białych Błotach i Specjalistyczna Praktyka Lekarza Rodzinnego w Łochowie, a pomoc społeczną realizuje
Gminny Ośrodek Pomocy Społecznej w Białych Błotach. Wysokospecjalistyczne usługi
medyczne realizowane są w Bydgoszczy.

## Gospodarka
Największe przedsiębiorstwa działające na terenie gminy to Prefabet Białe Błota S.A. (produkcja wyrobów betonowych i żelbetowych), Bohamet w Cielu (produkcja armatury przemysłowej, szkła), Bydgoskie Zakłady Elektromechaniczne Belma S.A. (produkcja na potrzeby obronności i górnictwa), Centrum Logistyczne Poczty Polskiej w Lisim Ogonie. W 2008 r. w gminie zarejestrowanych było ponad 2 tys. podmiotów gospodarczych, a bezrobocie było znacznie niższe niż w regionie i kraju.
Białe-Błota to najszybciej rozwijająca się gmina w powiecie bydgoskim. W 2014 roku wydano to 454 pozwolenia na budowę (o 45% więcej niż w drugiej pod względem liczby pozwoleń gminie Osielsko).

## Turystyka i zabytki
Wykaz zarejestrowanych zabytków nieruchomych na terenie gminy:
- Kościół Matki Boskiej Bolesnej w Cielu (murowany z czerwonej cegły, styl neogotycki, zbudowany w 1893 roku jako ewangelicki)

Zabytki niezarejestrowane:
- Kościół św. Kazimierza w Łochowie (murowany z czerwonej cegły, zbudowany w 1902 roku),
- Kościół Wniebowzięcia Najświętszej Marii Panny w Przyłękach (zbudowany w 1915 roku).
- Kanał Górnonotecki ze stopniami wodnymi „Lisi Ogon” (1882) i „Łochowo” (1882) z zespołem budynków mieszkalno-gospodarczych (1882/1941)[3].

## Ochrona przyrody

### Obszary NATURA 2000
W poszczególnych częściach gminy zlokalizowane są trzy obszary Natura 2000:
- część północno-wschodnia Dolina Środkowej Noteci i Kanału Bydgoskiego (PLB300001) OSO – powierzchnia na terenie gminy – 346,5 ha
- część północno-wschodnia Dolina Noteci (PLH300004) SOO
- część południowo-wschodnia Równina Szubińsko-Łabiszyńska (PLH040029) SOO.

Dodatkowo w sieci European Ecological Network, Pradolina Toruńsko-Eberswaldzka stanowi korytarz ekologiczny o znaczeniu międzynarodowym.

### Użytki ekologiczne
W gminie Białe Błota jest zarejestrowanych 17 użytków ekologicznych. Znajdują się one w większości w okolicach wsi Białe Błota, a pozostałe w Murowaniec i Kruszyn Krajeński.

### Pomniki przyrody
Na terenie gminy znajduje się 27 pomników przyrody ożywionej.

### Obszary chronionego krajobrazu
Obszar Chronionego Krajobrazu Wydm Kotliny Toruńsko-Bydgoskiej – chroniący rozległe pole wydm śródlądowych.

### Zespoły przyrodniczo-krajobrazowe
- Łochowo zespół dworsko-parkowy
- Łochowo zespół folwarczny[14].

## Cmentarze ewangelickie
Na obszarze gminy funkcjonowało wiele cmentarzy ewangelickich m.in. w miejscowościach: Białe Błota (2), Ciele, Drzewce (2), Kruszyn Krajeński (2), Lisi Ogon (2), Łochowo (1), Łochowice, Murowaniec, Prądki, Przyłęki (3), Trzciniec, Zielonka.

## Historia

### Prehistoria
Historia osadnictwa na terenie gminy sięga kilku tysięcy lat p.n.e., gdy po ustąpieniu lodowca i ociepleniu klimatu możliwa stała się eksploracja tego terenu przez ludzi. W wielu miejscowościach znaleziono relikty archeologiczne z okresów: mezolitu, neolitu, kultury ceramiki wstęgowej, kultury pomorskiej, kultury łużyckiej, epoki żelaza. Najwięcej znalezisk pochodzi z Lisiego Ogona, Łochowa, Ciela i Kruszyna.

### I Rzeczpospolita
Obszar gminy Białe Błota historycznie związany jest ściśle z dziejami Bydgoszczy. Nowożytne osadnictwo na tym terenie pojawiło się stosunkowo późno, podobnie jak na całym obszarze Kotliny Toruńskiej i Puszczy Bydgoskiej. Związane to było z ubogimi glebami i dużym zalesieniem tego terenu. Najstarsze wzmianki pisane na temat osad na terenie obecnej gminy dotyczą: Bielic (1493), Łochowa (1520), Przyłęk (1539). Od XIV wieku większość terenu gminy stanowiła królewszczyznę, będącą uposażeniem starostwa i wójtostwa bydgoskiego oraz bezpośrednio miasta Bydgoszczy. Podobnie Puszcza Bydgoska, aż do Gorzenia koło Nakła zarządzana była przez wójtów bydgoskich. W XVII wieku starostowie bydgoscy, a w XVIII wieku także Rada Miasta Bydgoszczy podjęli akcję zasiedlania nieużytków poprzez nadawanie kontraktów czynszowych (olęderskich) osadnikom. W ten sposób powstało wiele nowych osad rolniczych, rybackich i leśnych, których zasadźcami byli tzw. olędrzy (Polacy, Niemcy, Holendrzy). Osadami należącymi do starostwa, względnie wójtostwa bydgoskiego były: Łochowo, Drzewianowo (część wsi Przyłęki), Prądki (I połowa XVII w.), Zielonka (zał. ok. 1700), Łochowice (1742), Chwałabogu i Nowa Erekcja (1744, na terenie wsi Lisi Ogon), natomiast wsiami należącymi do miasta Bydgoszczy były: Białe Błota (1730), Biedaszkowo (1733), Ciele (1723), Czajcze Błota (1772, cześć Białych Błot) oraz Trzciniec (1764). W Zielonce i Cielu mieszkali olędrzy – emigranci przybyli początkowo z Holandii, później w ramach kolonizacji z Niemiec. Wsie będące w gestii Bydgoszczy (starostwa, wójtostwa, rady miasta) zwano olęderskimi, gdyż opierały się na tych samych zasadach ustrojowych, co osady zakładane przez autentycznych Holendrów. Sprawy wsi załatwiało samorządowe ciało kolegialne, wybierane przez ogół mieszkańców, a gospodarze posiadali wolność osobistą, będąc zobowiązanym jedynie do uiszczania podatków (czynsz, pogłówne, hiberna, gajowe). Pozostałe wsie (Murowaniec, Kruszyn, Przyłęki) należały do szlachty, mając indywidualnych posesorów.
W 1766 r. powstała polska koncepcja budowy Kanału Bydgoskiego (autor Franciszek Florian Czaki), która przewidywała połączenie Noteci z Brdą przekopem w rejonie Ciela i Białych Błot.

### Zabór pruski
W 1772 roku obszar obecnej gminy Białe Błota został wcielony do Królestwa Prus w wyniku I rozbioru Polski. W 1774 roku w dolinie bydgosko-nakielskiej ukończono budowę Kanału Bydgoskiego, a na południe od Ciela, wśród łąk nadnoteckich powstał kanał zasilający, dostarczający wodę z Noteci do najwyżej położonego odcinka Kanału (tzw. tredla). W latach 1878–1882 kanał zasilający przebudowano na żeglowny Kanał Górnonotecki łączący jezioro Gopło z Kanałem Bydgoskim. Na Bydgoskich Łąkach Nadnoteckich, położonych na południe od Ciela powstał również system rowów i kanałów melioracyjnych.
W XIX wieku nastąpił rozwój osadnictwa niemieckiego na terenie gminy. Wiązało się to z budową Kanału Bydgoskiego i Noteckiego, a następnie celową germanizacją tych ziem. Do wsi napływali koloniści, korzystając z pomocy finansowej państwa pruskiego. W 1833 roku liczba mieszkańców w poszczególnych wsiach obecnej gminy Białe Błota wyglądała następująco
1. Przyłęki (wraz z osadami Górki, Ostrów i Drzewianowo) – 460 osób
2. Kruszyn Polski i Niemiecki – 234 osób
3. Łochowo – 177 osób
4. Łochowice – 152 osób
5. Białe Błota (wraz z osadą Czajcze Błota) – 132 osób
6. Wilcze Gardło (nie istniejąca dziś miejscowość między Cielem, a Zielonką) – 119 osób
7. Ciele – 110 osób
8. Lisi Ogon (wraz z folwarkami Chwałabogu i Nowa Erekcja) – 109 osób
9. Zielonka – 105 osób
10. Drzewce – 91 osób
11. Prądki – 55 osób
12. Murowaniec – 50 osób
13. Trzciniec (Stary i Nowy) – 40 osób

We wszystkich miejscowościach z wyjątkiem Przyłęk ewangelicy stanowili co najmniej 80% ludności, a w Trzcińcu, Lisim Ogonie, Drzewcach, Prądkach i Zielonce – 100%. Według opisu Jana Nepomucena Bobrowicza z 1846 r. wsie: Białe Błota, Ciele, Trzciniec i Wilcze Gardło należały do majątku Białebłoto w gestii miasta Bydgoszczy, Przyłęki były własnością prywatną, a pozostałe wsie, kolonie i folwarki były własnością rządową, w domenie bydgoskiej.
Według spisu miejscowości rejencji bydgoskiej z 1860 r. liczba mieszkańców we wsiach wzrosła średnio o 65%, procentowo najwięcej w Murowańcu, Zielonce, Cielu i Białych Błotach. We wszystkich miejscowościach z wyjątkiem Przyłęk i Murowańca ewangelicy stanowili co najmniej 80% ludności, a blisko 100% w Cielu, Trzcińcu, Lisim Ogonie, Drzewcach, Prądkach i Wilczym Gardle. Wskutek rozwoju kolonii osadniczych największą liczbą ludności mogły pochwalić się: Zielonka (348), Murowaniec (313), Łochowo (305). Niemal w każdej większej wsi istniała szkoła ewangelicka. W 1893 r. przy pomocy Pruskiej Komisji Kolonizacyjnej w Cielu wzniesiono kościół ewangelicki, służący miejscowej gminie wyznaniowej obejmującej kilkanaście okolicznych wsi. W 1902 r. zbudowano zbór ewangelicki w Łochowie, a w 1916 roku – zbór w Przyłękach.
W 1895 r. przez Białe Błota poprowadzono linię kolejową z Bydgoszczy do Żnina; przedłużenie tej linii przez Kcynię i Wągrowiec stworzyło drugą linię z Bydgoszczy do Poznania (1908). Nieopodal jeziora Jezuickiego Małego powstała stacja kolejowa na tej linii o nazwie Jasiniec Białebłota.
W lutym 1919 roku w okresie powstania wielkopolskiego na rubieżach gminy w okolicy Rynarzewa toczyły się zacięte walki powstańców z oddziałem Grenzschutzu. W wyniku tych walk załamała się ofensywa niemiecka, zmierzająca do stłumienia powstania.

### II Rzeczpospolita
20 stycznia 1920 roku tereny gminy weszły w skład odrodzonej Rzeczypospolitej. W ramach powiatu bydgoskiego powołano gminę Bydgoszcz Nadleśnictwo zwaną również Bydgoszcz-Wieś, złożoną z 12 gromad wiejskich. Gmina ta obejmowała większość miejscowości zaliczonych do dzisiejszej gminy Białe Błota, ale także np. Nową Wieś Wielką, Brzozę i Stryszek.
W latach 20. z gminy wyjechało wielu Niemców, a na ich miejsce napływali Polacy. Zmieniał się więc skład narodowościowy, jednakże aż do 1945 r. gmina Bydgoszcz-wieś charakteryzowała się stosunkowo dużym odsetkiem ludności niemieckiej (ponad 50%, podczas gdy średnio w powiecie bydgoskim – 20%). Ośrodkami niemczyzny pozostawały zwłaszcza Ciele i Łochowo, gdzie znajdowały się kościoły i szkoły ewangelickie, zaś ludność niemiecka miała przewagę nad Polakami pod względem ilościowym i majątkowym. Na tym tle inaczej wyglądała sytuacja w Białych Błotach, gdzie w latach 30. Polacy przeważali m.in. dzięki akcji parcelacyjnej przeprowadzonej w latach 1932–1934. Miejscowi Polacy prowadzili działalność środowiskową, w czym pomocne były polskie organizacje społeczne. Jedną z prób odwrócenia germanizacji było powołanie w 1924 roku parafii katolickiej w Brzozie-Przyłękach. Do 1937 r. rolę świątyni parafialnej spełniał dawny zbór w Przyłękach, po czym zastąpił go nowo wzniesiony kościół w Brzozie. W Murowańcu i Białych Błotach istniały także szkoły polskie, które w 1933 r. utworzyły wspólną Drużynę Harcerską im. T. Kościuszki.
W przededniu wybuchu II wojny światowej największe miejscowości w gminie stanowiły: Łochowo, Murowaniec, Białe Błota i Zielonka. W tym czasie wzrosła aktywność mniejszości niemieckiej, na którą silnie oddziaływała propaganda nazistowska.
W przededniu II wojny światowej lasy w pobliżu Białych Błot stanowiły punkt koncentracji wojsk polskich. Stacjonował tu sztab 15 Dywizji Piechoty (dowódca gen. bryg. Zdzisław Wincenty Przyjałkowski) oraz formacje 16 Pułku Ułanów Wielkopolskich im. gen. Orlicza-Dreszera.
3 i 4 września 1939 r. w trakcie wycofywania się wojsk polskich doszło w Łochowie, Murowańcu i Prądkach do dywersji niemieckiej i ostrzeliwania żołnierzy polskich. Rebelię stłumiło wojsko polskie, zginęła przy tym nieokreślona liczba dywersantów. Po zajęciu gminy przez wojska hitlerowskie i grupy specjalne rozpoczęto gwałtowne represje miejscowej ludności polskiej. Oprócz morderstw i egzekucji, dokonano także wysiedleń Polaków z gospodarstw rolnych, domów i mieszkań. Na ich miejsce osiedlano Niemców z Wołynia, krajów nadbałtyckich i Besarabii.
W okresie okupacji niemieckiej 1939–1945 gmina wchodziła w skład rejencji bydgoskiej, powiatu bydgoskiego (niem. Landkreis Bromberg), obwodu urzędowego Bydgoszcz-Wieś (niem. Amtsbezirk Bromberg-Land), który składał się z 15 gmin: Białe Błota, Brzoza, Ciele Jachcice, Kruszyn, Lisi Ogon, Łochowice, Łochowo, Murowaniec, Opławiec, Osowa Góra, Prądki, Prądy, Przyłęki i Zielonka. Obwód liczył 6,25 tys. mieszkańców na obszarze 229,9 km².

### Polska Rzeczpospolita Ludowa
Po wyzwoleniu zaczęto już w styczniu 1945 r. organizować władze administracyjne. Na terenie powiatu bydgoskiego utworzono 10 urzędów gminnych, w tym gminę Bydgoszcz-Wieś, docelowo z siedzibą w Białych Błotach. Do gminy tej należało 14 gromad (sołectw): Białe Błota, Brzoza, Ciele, Kruszyn Krajeński, Lisi Ogon, Łochowice, Łochowo, Murowaniec, Opławiec, Osowa Góra, Prądki, Prądy, Przyłęki i Zielonka. W tym czasie gmina Bydgoszcz-Wieś liczyła 4986 osób. W 1946 r. dwa opuszczone zbory ewangelickie: w Cielu i Łochowie stały się kościołami nowo powołanych parafii katolickich: Matki Boskiej Bolesnej w Cielu i św. Kazimierza w Łochowie.
Podczas reformy samorządowej w 1954 r. zamiast gmin utworzono duże gromady. Powstała wtedy gromada Białebłota, powiększona w 1959 r. o zlikwidowaną gromadę Łochowo, w 1962 r. o Przyłęki i Prądki wyłączone ze zlikwidowanej gromady Brzoza. Ostateczny zasięg gromady Białebłota odpowiadał granicom późniejszej gminy Białe Błota, którą powołano do istnienia 1 stycznia 1973 r. Już w tym czasie rozpoczął się proces suburbanizacji okolic Bydgoszczy, który nabrał przyspieszenia po 2000 roku. W powiecie bydgoskim gminy Białe Błota i Osielsko stały się największymi beneficjentami tego procesu. W okresie 1975–1998 ludność gminy wzrosła o 30%, a w latach 2003–2011 o 56% do 18,1 tys. osób. Po 2000 roku największy względny wzrost liczby mieszkańców odnotowały: Łochowice, Murowaniec, Prądki, Łochowo, Przyłęki, Zielonka i Kruszyn Krajeński. Mniej wzrosła liczba mieszkańców Trzcińca i Białych Błot wskutek wyczerpywania się rezerw terenu pod budownictwo mieszkaniowe.
Po 1980 r. na terenie gminy powołano nowe parafie rzymskokatolickie: parafię Chrystusa Dobrego Pasterza w Białych Błotach (1980), parafię św. Rafała Kalinowskiego w Murowańcu (2007) i parafię Wniebowzięcia Najświętszej Marii Panny w Przyłękach (2009).

## Miasta partnerskie
- Elbmarsch